# Ford

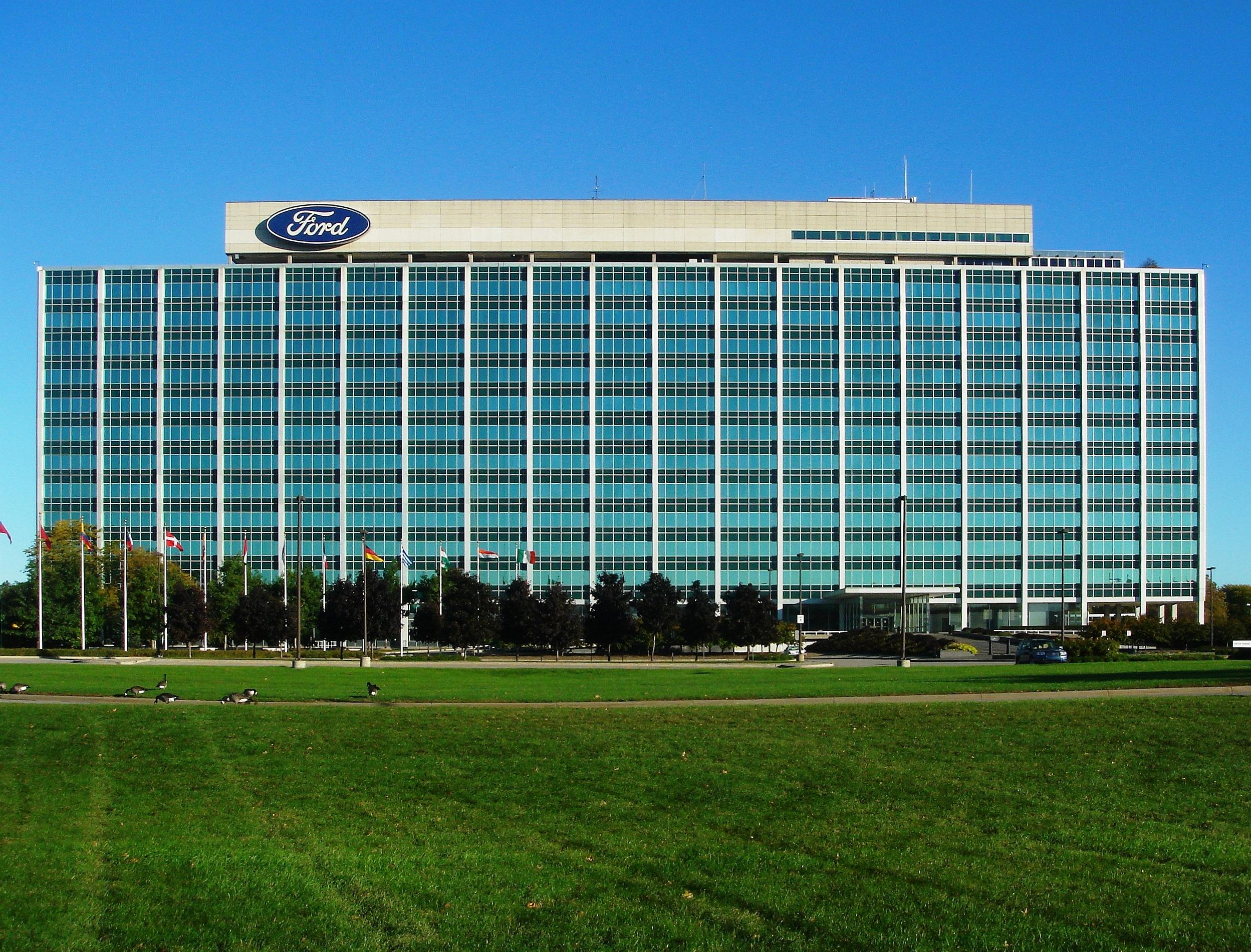
Welthauptquartier der Ford Motor Company in Dearborn, Michigan

Die Ford Motor Company mit Sitz im US-amerikanischen Dearborn ist der nach Volkswagen,  Toyota, General Motors, Hyundai und Stellantis sechstgrößte Autohersteller weltweit (Stand: 2020, Bezugsgröße: Absatz). Der Umsatz von Ford betrug 2020 127,1 Milliarden US-Dollar und es wurde ein Gewinn von 4,8 Milliarden US-Dollar ausgewiesen. Ursprung des Konzerns ist eine von Henry Ford in Detroit 1903 gegründete Fabrik. Mit der Einführung der Fließbandproduktion 1913 brachte Ford einen radikalen Umbruch in der neu entstehenden Autoindustrie.

## Geschichte

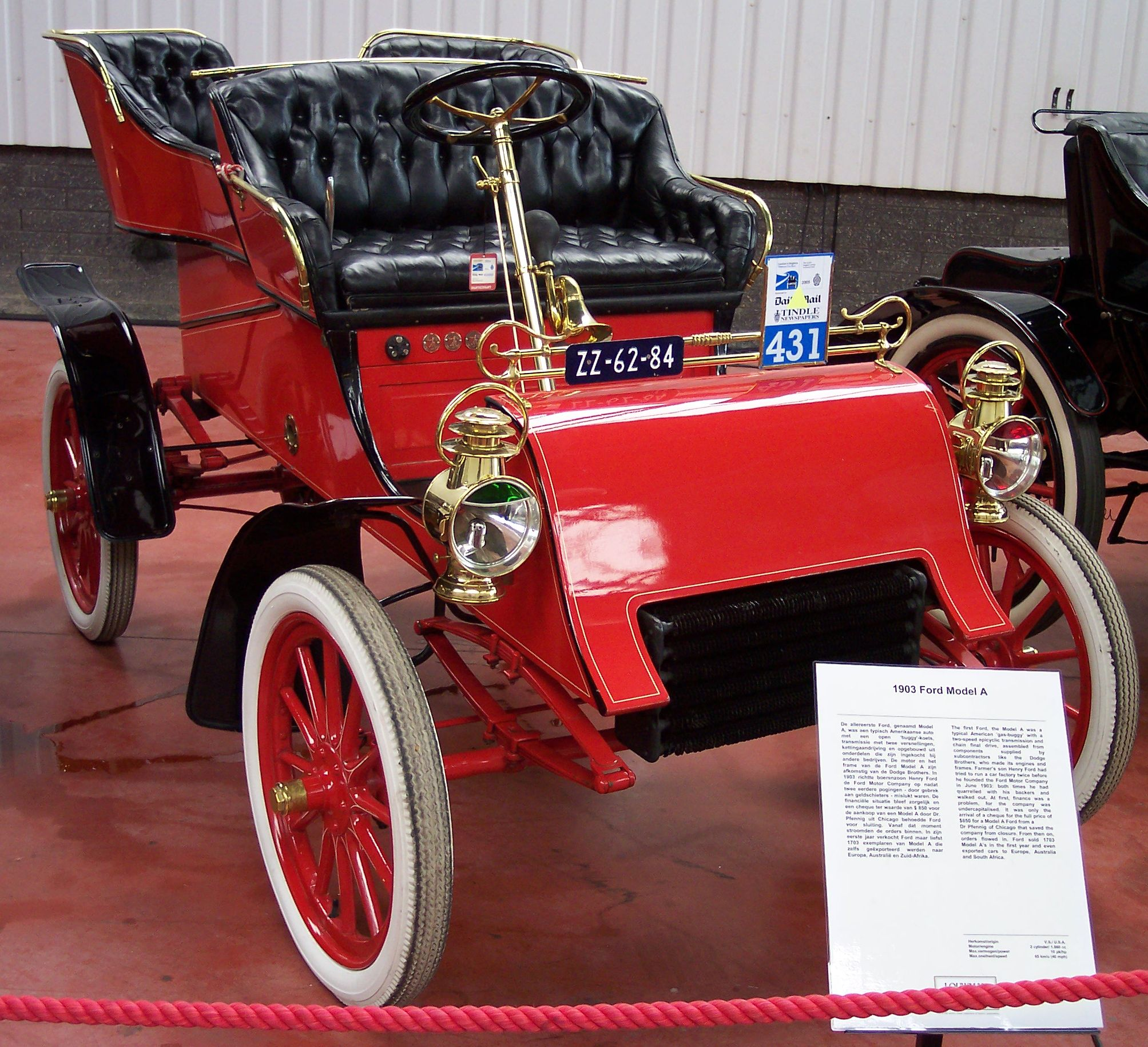
Erstes Ford-Auto Modell A
„Fordmobile“ (1903)

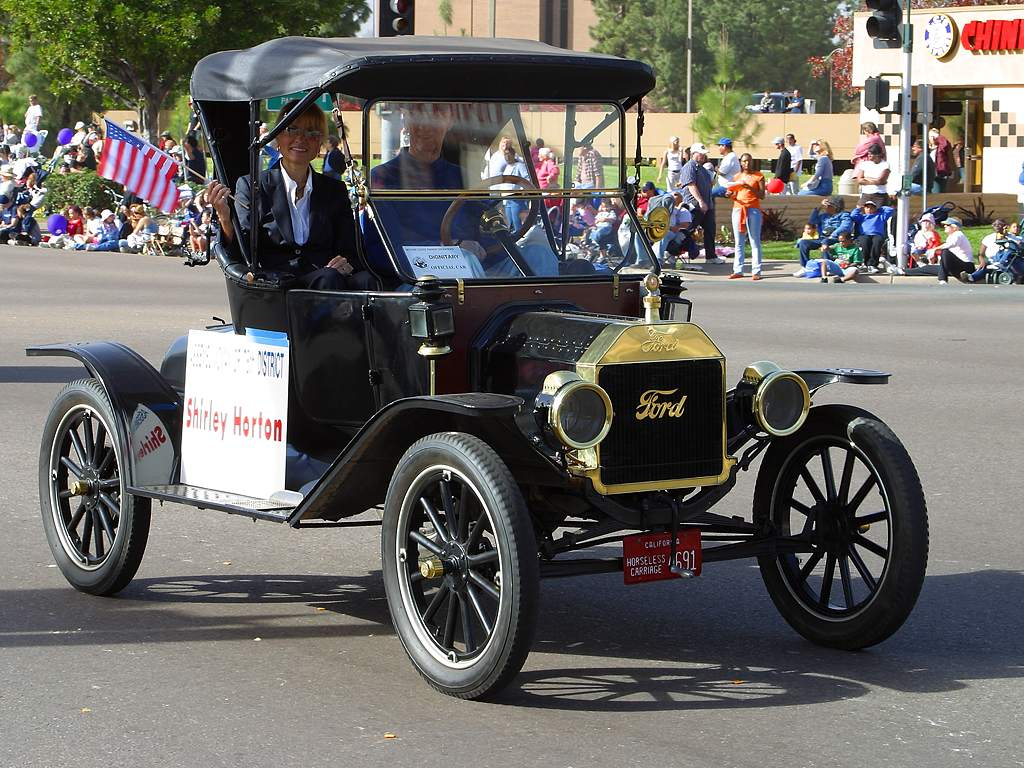
Modell T (1908) – erstes am Fließband gefertigtes
industrielles Massenprodukt –
Verkaufsrekordhalter bis 1972

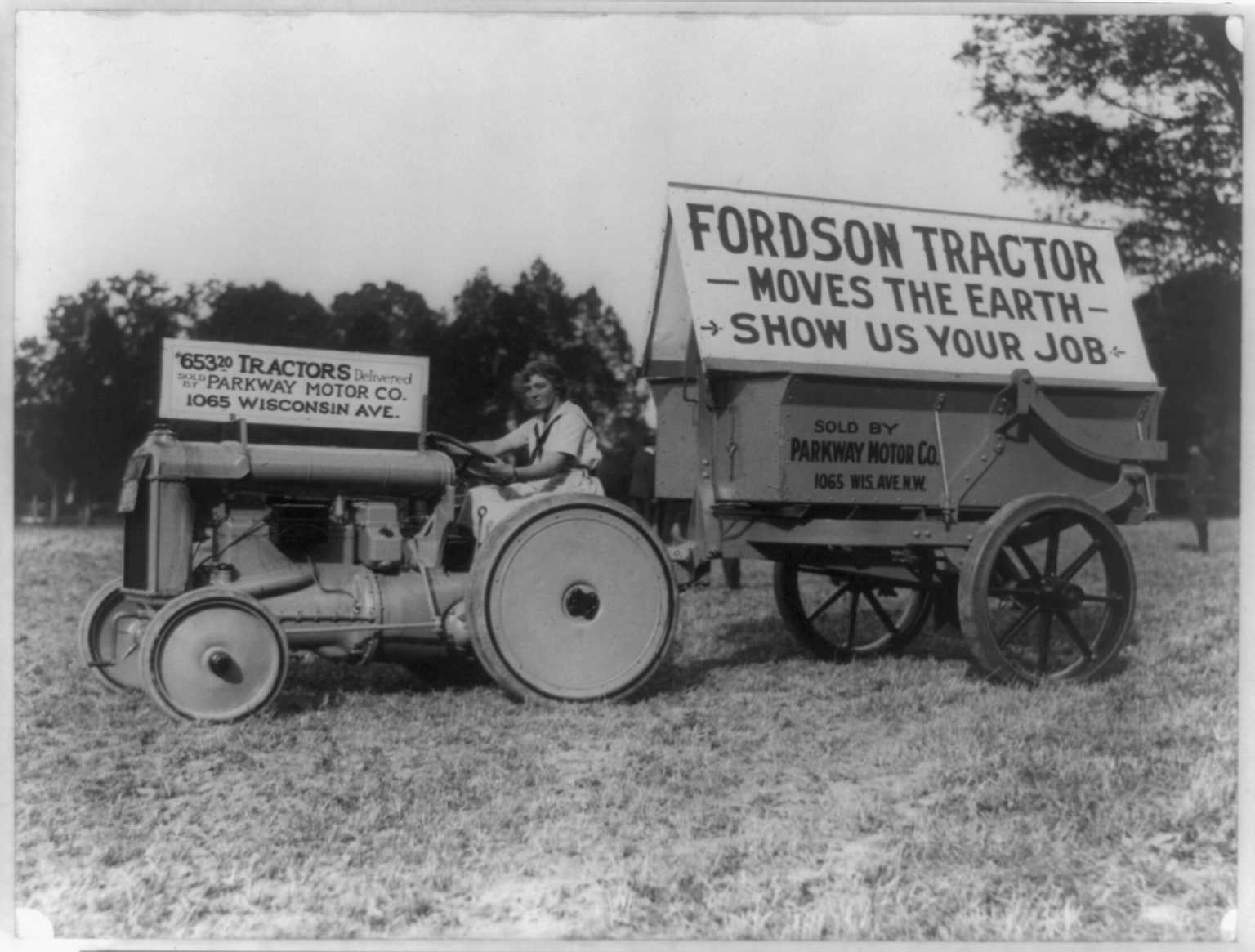
Fordson-Traktor (1921)

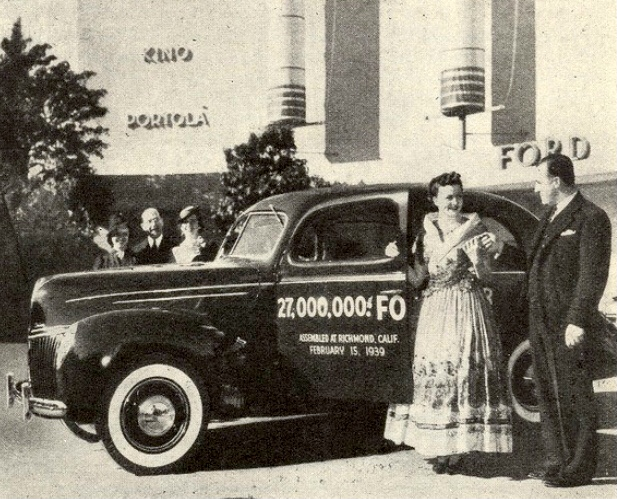
Ein Ford Tudor wurde das 27.000.000 Ford-Automobil, das Jubiläum fand am 15.02.1939 statt

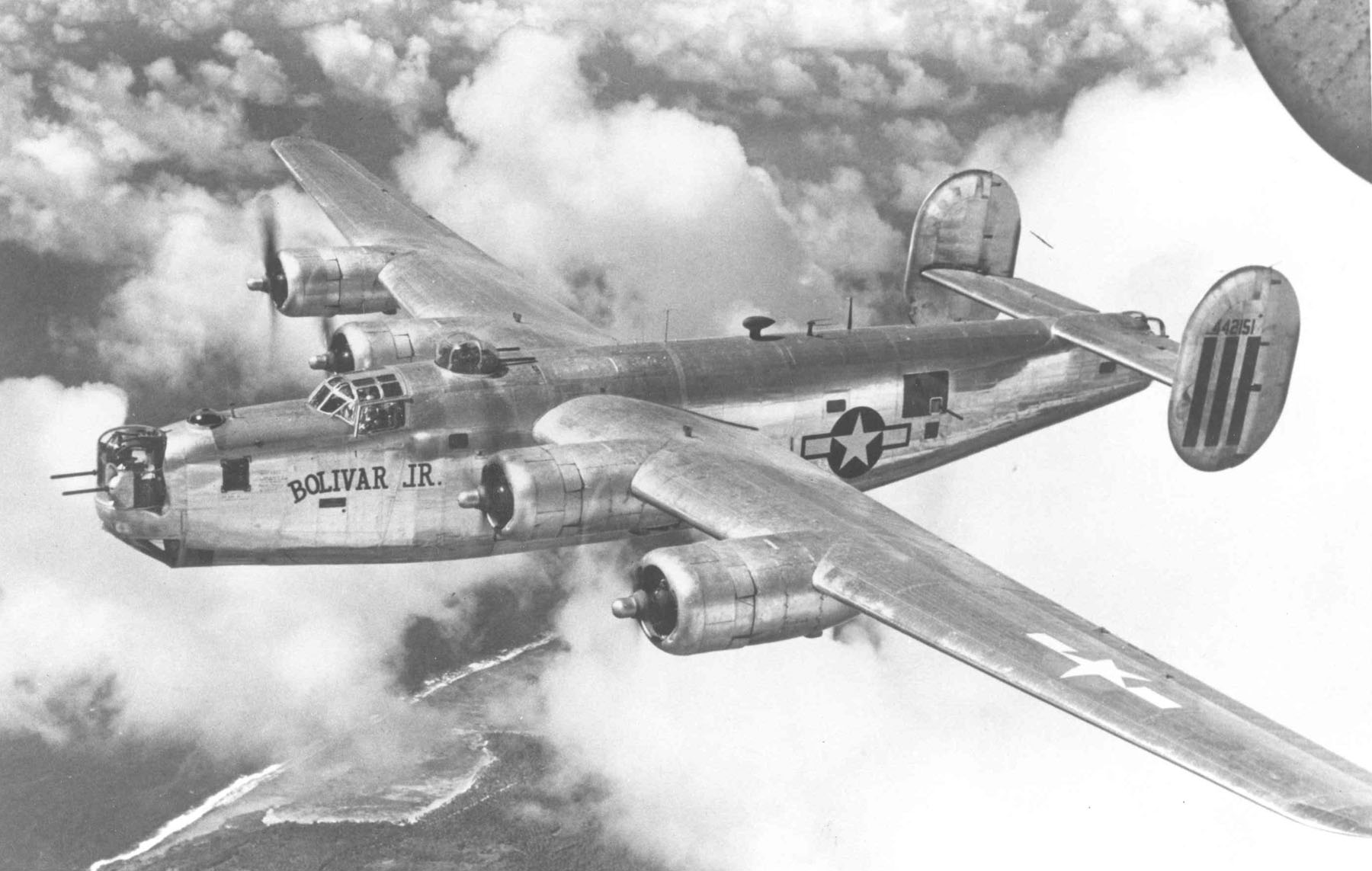
Ford-Produkt der 1940er-Jahre:
B-24 Bomber

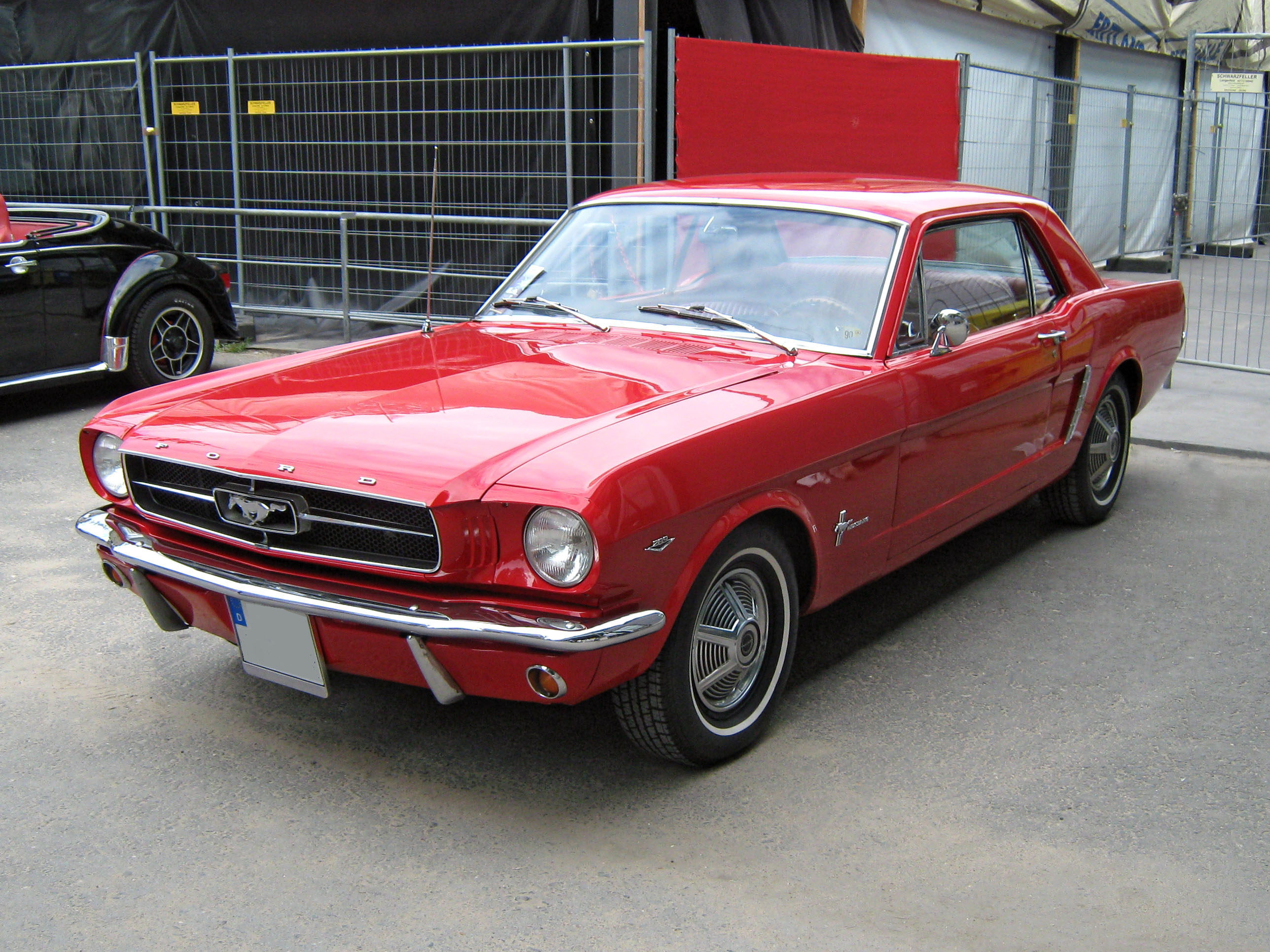
Ford Mustang (1964)

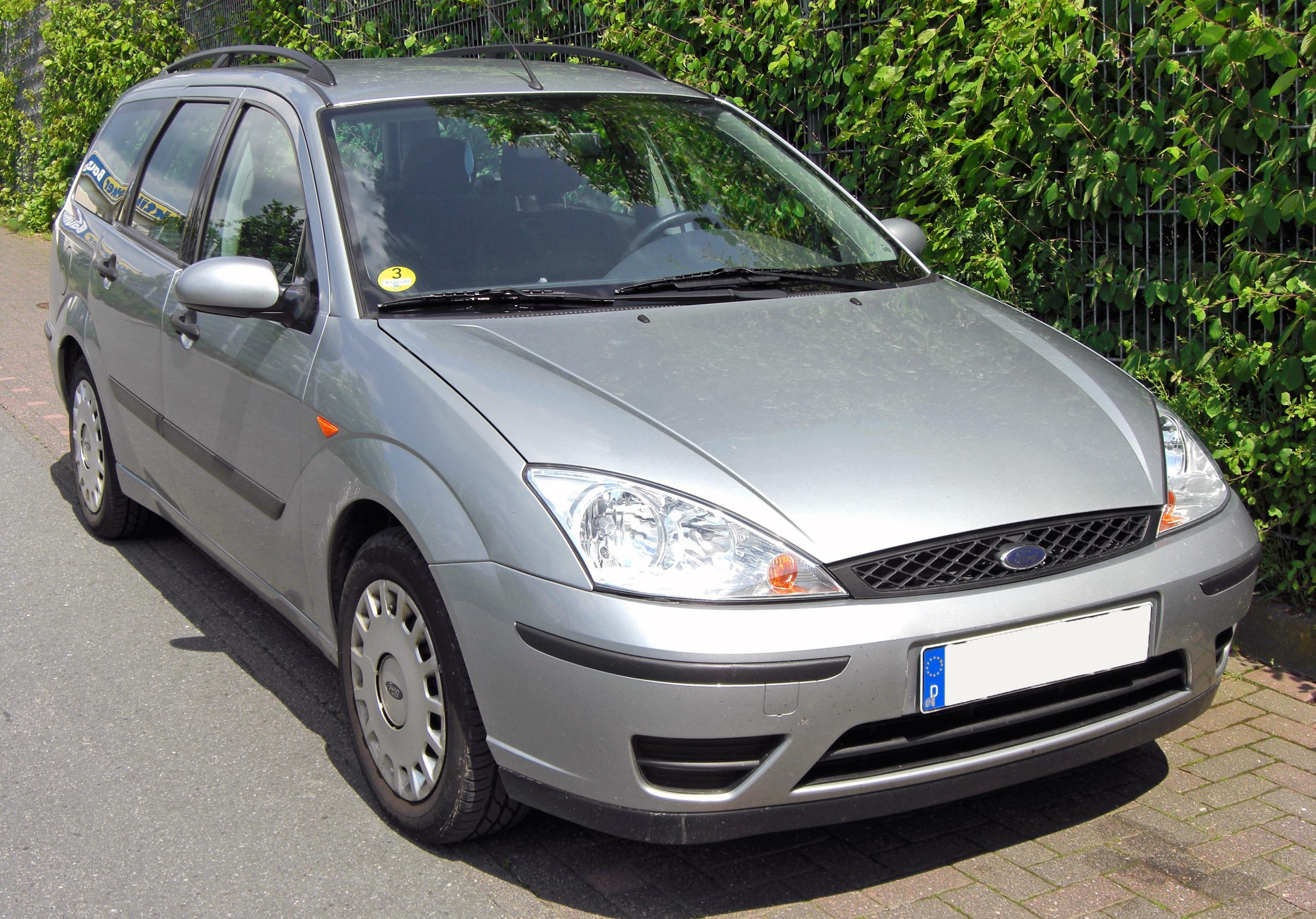
Erfolgreiches „Weltauto“ und Auto des Jahres 1999: der Ford Focus

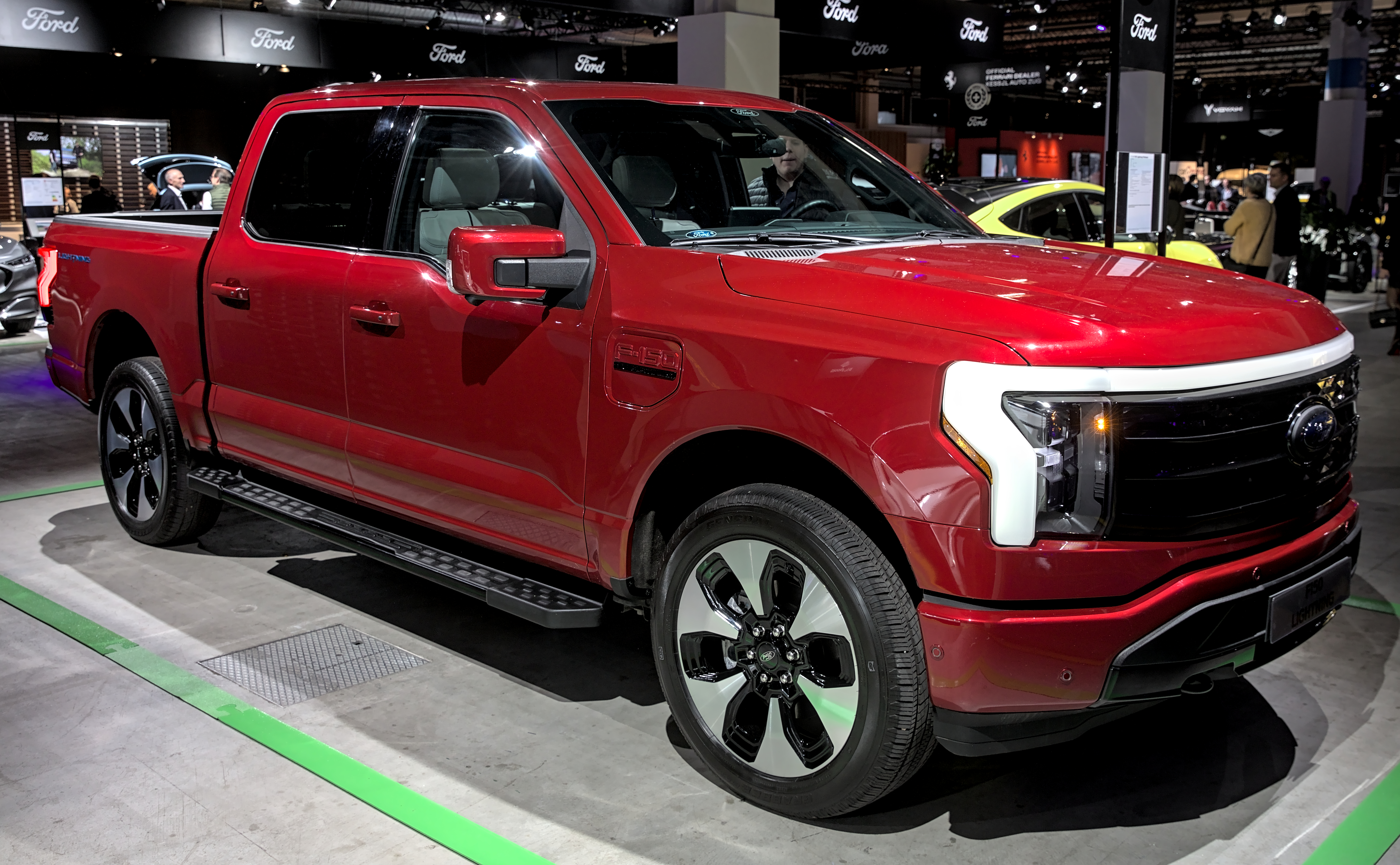
Aus der seit 1948 gebauten F-Serie:
Ford F-150 Lightning (2023)

Die Ford Motor Company war Henry Fords zweiter Start in die Unabhängigkeit. 1899 hatte er die Detroit Automobile Company gegründet. Sie war nicht erfolgreich und wurde bereits 1901 unter der Bezeichnung Henry Ford Company reorganisiert. Im März 1902 kam es auch hier zu Unstimmigkeiten im Management. Ford war auf der Suche nach einem Auto für eine breite Kundschaft, die Geldgeber, vor allem William Murphy und Lemuel Bowen, wollten vielmehr teure, lukrative Fahrzeuge bauen. Ford verließ die erste Firma, die seinen Namen trug. Im August 1902 übernahm Henry M. Leland, der spätere Mitbegründer von Lincoln, die Geschäfte und benannte die Firma in Cadillac um.
Am 16. Juni 1903 gründete Henry Ford mit einem Kapital von 28.000 US-Dollar in Detroit (Michigan) mit der Ford Motor Company erneut ein eigenes Unternehmen. Er benannte seine Fahrzeuge zunächst nach dem Alphabet und produzierte täglich nur wenige Autos in seinem Werk an der Mack Avenue, wo Gruppen von zwei bis drei Männern zugelieferte Teile zusammenbauten. In den ersten beiden Jahren wurden von den Typen Modell A, C und AC nur ca. 1700 Stück hergestellt.
Nach dem anfänglich geringen Erfolg ließ er 1904 in Detroit die Piquette Avenue Plant bauen, wo ab 1908 das als „Tin Lizzy“ bekannte Ford Modell T produziert wurde, das schnell zum Verkaufserfolg wurde. Um die vom Markt geforderten Zahlen herzustellen, zog das Unternehmen bereits 1910 in die Highland Park Ford Plant, wo bis 1913 die neue Technik der Fließbandproduktion perfektioniert wurde. Henry Ford übernahm das damals schon über 100 Jahre alte Konzept des Austauschbaus von Eli Whitney, der auch die erste Fertigungsstraße entworfen hatte. In der ersten Ausbaustufe bestand die Fertigungsstraße aus linear angeordneten Bearbeitungsstationen, die später durch ein Fließband verbunden wurden. Mit größtenteils angelernten Kräften konnten so die Wagen günstiger und schneller hergestellt werden. Die Montagezeit eines Autochassis verringerte sich von über zwölf auf zuletzt nur noch 1,5 Stunden. 1918 war die Hälfte aller Autos in den USA ein „Modell T“. Zu dem Wagen bemerkte Ford in seinen Lebenserinnerungen, seine Kunden könnten ihn in jeder Farbe der Welt bekommen – solange sie schwarz sei. (Original: „Any customer can have a car painted any colour that he wants so long as it is black.“ Mein Leben und Werk, 1922) Als die Produktion 1927 eingestellt wurde, hatte das Unternehmen über 15 Millionen „Tin Lizzy“ hergestellt. Diese Zahl wurde erst Anfang 1972 vom VW Käfer übertroffen.
Am 1. Januar 1919 folgte Edsel Ford seinem Vater an die Spitze des Konzerns, dieser behielt aber trotzdem Einfluss auf das Management. In den 1920er-Jahren verlor die Firma Marktanteile. Ihr erklärtes Ziel war, ein günstiges Auto zu bauen, das sich jeder Arbeiter leisten konnte. Um die Preise gering zu halten, bot man keine Zusatzausstattung an. General Motors und andere Firmen hatten schon begonnen, Autos auch in anderen Farben anzubieten, teilweise besser ausgestattet und auch luxuriöser. Diese Firmen hoben auch den Kreditrahmen der Kunden an, sodass sie sich die teureren Autos leisten konnten. Ford beklagte damals, die Kredite schädigten die Wirtschaft, aber aufgrund von Marktzwängen fügte sich Ford schließlich in die Rolle des „zweiten Siegers“.
Am 18. Januar 1937 feierten die Ford-Werke mit der Produktion des 25-millionsten Fahrzeugs ein noch nie dagewesenes Jubiläum. Aus diesem Anlass spendete Henry Ford 25 Millionen US-Dollar (entspricht heute ungefähr 546 Millionen US-Dollar) „für wohltätige Zwecke zugunsten seiner Arbeiterschaft“.
Mit der 1917 von Henry Ford gestarteten Produktion von Traktoren der Marke Fordson (Henry Ford and Son) erschloss der Konzern ab 1919 einen zusätzlichen Markt. Die Fordson-Traktoren wurden ab 1964 unter dem Namen Ford weiter produziert. Das Landmaschinengeschäft erweiterte die Firma durch den Aufkauf von New Holland 1986 beträchtlich; weiterhin wurde 1987 der kanadische Landmaschinenhersteller Versatile übernommen. Bereits 1991 wurde die Landmaschinensparte – und damit New Holland und Versatile – an Fiat verkauft. Mit diesem Verkauf wurde Fiat auch zugesichert, Traktoren unter der Marke Ford bis zum Jahr 2000 verkaufen zu können.
Zur Produktion von Bombenflugzeugen des Typs B-24 Liberator eröffnete Ford in der Nähe von Ypsilanti (Michigan) Anfang der 1940er-Jahre die Willow Run Factory. Dort wurden mit Lizenz der Consolidated Aircraft über 8600 Maschinen hergestellt. Nach Einstellung der Flugzeugproduktion 1945 übernahm der Autohersteller Kaiser Motors das Werk.
1950 stellte Ford 8.000 Fahrzeuge am Tag her und diente Toyota damit als Beispiel. 1951 gründete Ford ein wissenschaftliches Labor in Dearborn (Michigan) zur Grundlagenforschung. Dies führte zu einer für Ford bemerkenswerten Mitwirkung in der Supraleiter-Forschung. 1964 landete das Ford Research Lab einen fundamentalen Durchbruch mit der Erfindung der supraleitenden Quanteninterferenzeinheit SQUID.
1955 wurde Ford eine Aktiengesellschaft.
Zunächst basierend auf dem Ford T-Modell wurden auch Nutzfahrzeuge hergestellt, die sich bald zu eigenständigen Modellen weiterentwickelten und bis in mittlere Nutzlastklassen reichten. In Deutschland wurde die Produktion von Lastwagen oberhalb des 1953 vorgestellten Kleintransporters Transit 1961 zunächst eingestellt.
1961 erwarb man Philco, einen Hersteller von Fernsehgeräten, Radios und weiteren Elektrogeräten. Philco hatte 1953 den hochfrequenztauglichen Surface-Barrier-Transistor entwickelt und 1955 mit Chrysler ein erstes volltransistorisiertes Autoradio. 1957–1963 stellt Philco transistorisierte Großcomputer her. 1974 verkaufte Ford Philco an GTE/Sylvania.
Anfang der 1960er-Jahre wurde das Verfahren der Anodischen Tauchlackierung zur Grundierung von Karosserien (damals als Electrocoating bezeichnet) erstmals bei Ford umgesetzt. Dies wurde seinerzeit als der größte Fortschritt der Automobillackierung seit der Erfindung der Spritzpistole eingeschätzt.
1973 stellte Ford erneut zwei Lastwagenmodelle für den europäischen Markt vor, 1975 folgte der Schwerlastwagen-Typ Transcontinental. Die leichteren Modelle wurden 1981 durch einen einheitlichen Nachfolger ersetzt, der Ende der 1980er-Jahre ersatzlos eingestellt wurde. Seitdem ist Ford im Lastwagensektor in Europa nicht mehr vertreten. In den USA wurde 1997 die bis dahin stets durchgehende Lkw-Produktpalette bis auf zwei Serien von kompakten Hauben-Lkw aufgegeben und die Sparte der schweren Lkw (Heavy-Truck-Division) an Freightliner verkauft.
1989 übernahm Ford Jaguar, weitere zehn Jahre später, 1999, die Pkw-Produktion und die zugehörigen Markenrechte von Volvo.
1990 verkaufte Ford das Tochterunternehmen Ford Aerospace an die Loral Corporation, wo dieses heute als Space Systems/Loral firmiert. Im selben Jahr erwarb Ford eine Beteiligung in Höhe von 10,8 % an Cummins Engine.
Ab dem Jahr 2000 geriet Ford durch eine falsche Modellpolitik auf dem Heimatmarkt in eine schwere Krise. Der Konzern hatte sich auf die renditestarken SUVs (Ford Explorer) und Pick-ups (Ford F-Serie) gestützt und den Markt für kompakte Pkw gegenüber ausländischen Herstellern vernachlässigt. Der damit einhergehende Verlust an Marktanteilen wurde lange ignoriert. Nachdem SUVs, Pickups und andere große Wagen wegen gestiegener Benzinpreise schwieriger abzusetzen waren, sah sich Ford wegen anhaltender Auslastungsprobleme in seinen Werken einer Rabattschlacht ähnlich wie General Motors und Chrysler ausgesetzt.
Der von 2006 bis Mitte 2014 amtierende Chef des Ford-Konzerns, Alan Mulally, hatte deswegen ein drastisches Sanierungsprogramm beschlossen, das ca. 11 Milliarden US-Dollar kostete und in dessen Rahmen 44.000 Arbeitsplätze abgebaut werden sollten. Bis zu 16 Produktionsstandorten drohte in diesem Zusammenhang die Schließung. Mit einem sukzessiv neu zu entwickelnden Modellprogramm sollte die Wende zu sparsameren Fahrzeugen geschafft werden. Dabei gehe der Trend verstärkt zu kompakten Fahrzeugen sowohl im Mittelklassesegment als auch im Segment der SUV, wo der Trend weg von schweren Geländewagen hin zu leichteren sogenannten Crossover-Modellen wie den Modellen Edge und Freestyle gehe.
Im Juni 2007 berichtete die Financial Times, dass Ford die britischen Tochtergesellschaften Jaguar und Land Rover über die Investmentbanken Goldman Sachs, Morgan Stanley und HSBC verkaufen wolle. Analysten zufolge sollten beide Sparten im Paket rund 10 Milliarden US-Dollar wert sein. Die indische Tata Motors übernahm im März 2008 beide Firmen.
Auf dem US-Automarkt wurde Ford 2007 bei den Absatzzahlen von Toyota überholt und stand damit in den Vereinigten Staaten hinter General Motors und Toyota auf Rang 3. Im Januar 2008 informierte Ford über ein neues Abfindungsprogramm, um sich nochmals von 13.000 Beschäftigten zu trennen.
Nach einem schlechten Geschäftsjahr 2009, der Umstrukturierung des Konzerns und einer Fokussierung auf Kleinwagen konnte im ersten Quartal 2010 ein Überschuss von 2,1 Milliarden US-Dollar erwirtschaftet werden. Das Vorjahresergebnis des Vergleichszeitraums lag noch bei einem Verlust von 1,4 Milliarden US-Dollar. Gleichzeitig steigerte Ford seinen Marktanteil in den USA um 2,7 Prozentpunkte auf 16,6 Prozent und lag somit vor dem insolventen General Motors-Konzern.
Am 9. Dezember 2011 gab Ford bekannt, im kommenden März nach fünf Jahren zum ersten Mal wieder Dividende ausschütten zu wollen. Gründe seien die gute wirtschaftliche Entwicklung des Unternehmens sowie die Hoffnung auf Rückgewinnung des Vertrauens von Investoren.
Am 31. August 2012 baute Ford, nach 109-jähriger Unternehmensgeschichte, das 350-millionste Auto. Es handelt sich um einen roten Ford Focus, der in der thailändischen Fabrik in Rayong vom Band rollte.
Im Sommer 2020 gab es einen Wechsel an der Führungsspitze bei Ford. Jim Farley übernahm die operative Geschäftsführung von Jim Hackett, der Mark Fields 2017 als Geschäftsführer abgelöst hatte. Im Zuge der Corona-Krise brachen die Umsatzzahlen von Ford 2020 ein (um 18 Prozent auf 127,1 Milliarden Dollar). Musste Ford 2019 noch keine Verluste hinnehmen, zeigte die Jahresbilanz 2020 ein Minus von 1,3 Milliarden US-Dollar.
Die Ankündigung des neuen Ford Bronco, für den europäischen Markt, erfolgte am 6. Juli 2022 in Köln.
Nach der Einstellung der Volumenmodelle Ka, Fiesta und Mondeo gingen die Verkaufszahlen von Ford in Europa deutlich zurück. Wurden im ersten Halbjahr 2014 noch über 500.000 Fahrzeug abgesetzt, so waren es zehn Jahre später nicht einmal mehr die Hälfte.

## Geschäftszahlen
| Jahr | Umsatz in Mio. US-$ | Jahresüberschuss in Mio. US-$ | Preis je Aktie in US-$ | Angestellte | Produktion in Mio. Stück |
| ---- | ------------------- | ----------------------------- | ---------------------- | ----------- | ------------------------ |
| 1999 |                     |                               |                        |             | 6,638                    |
| 2005 | 176.835             | 1.440                         | 5,59                   | 300.000     | 6,498                    |
| 2006 | 160.065             | −12.613                       | 4,33                   | 283.000     | 6,268                    |
| 2007 | 170.572             | −2.795                        | 4,63                   | 246.000     | 6,248                    |
| 2008 | 143.584             | −14.766                       | 2,89                   | 213.000     | 5.407                    |
| 2009 | 116.283             | 2.717                         | 3,28                   | 198.000     | 4,866                    |
| 2010 | 128.954             | 6.561                         | 7,35                   | 164.000     | 5,524                    |
| 2011 | 135.605             | 20.213                        | 7,51                   | 164.000     | 5,695                    |
| 2012 | 133.559             | 5.613                         | 6,29                   | 171.000     | 5,668                    |
| 2013 | 146.917             | 11.953                        | 9,04                   | 181.000     | 6,330                    |
| 2014 | 144.077             | 1.231                         | 9,62                   | 187.000     | 6,323                    |
| 2015 | 149.558             | 7.373                         | 9,41                   | 199.000     | 6,635                    |
| 2016 | 151.800             | 4.596                         | 9,41                   | 201.000     | 6,651                    |
| 2017 | 156.776             | 7.602                         | 8,33                   | 202.000     | 6,607                    |
| 2018 | 160.338             | 3.677                         | 7,82                   | 199.000     | 5,982                    |
| 2019 | 155.900             | 47                            | 7,42                   |             | 5,386                    |
| 2020 | 127.144             | −1.279                        | 5,91                   | 186.000     | 4,187                    |
| 2021 | 155.900             | 17.937                        | 11,95                  | 190.000     | 3,942                    |
| 2022 | 158.057             | −1.981                        | 12,72                  |             | 4,231                    |
| 2023 | 176.191             | 4.347                         | 11,51                  | 177.000     | 4,413                    |
| 2024 |                     |                               |                        |             |                          |

## Ford in Deutschland

Ab 1933 waren die in Köln-Niehl gebauten Ford-Pkw als „Deutsches Erzeugnis“ gekennzeichnet

Als deutsches Tochterunternehmen wurde 1925 in Berlin die Ford Motor Company Aktiengesellschaft gegründet. Nach Verlegung des Unternehmenssitzes nach Köln 1930 wurde die Firma 1939 in Ford-Werke AG geändert.
1938 wurde ein Fertigungswerk in Berlin in Betrieb genommen, dessen einzige Aufgabe es war, im Auftrag des NS-Regimes Lkw für die Wehrmacht herzustellen. Für den Einmarsch ins Sudetenland wurden die Nazis mit einer Eillieferung von 1.000 Lkw von Ford unterstützt. Im Juli 1938 wurde Henry Ford mit dem Adlerschild des Deutschen Reiches ausgezeichnet. Ford war der erste Amerikaner, dem diese Auszeichnung zuteilwurde. Sie war die höchste Auszeichnung, die das Deutsche Reich während der Weimarer Republik und der Zeit des Nationalsozialismus an Ausländer vergab. Der Orden wurde vergeben „in Anerkennung der Pionierarbeit [Fords], um Autos für die Massen verfügbar zu machen“. Die Auszeichnung wurde begleitet von einer persönlichen Glückwunschnachricht Adolf Hitlers (Detroit News, 31. Juli 1938). Im selben Jahr wurde Ford das Großkreuz des Deutschen Adlerordens verliehen.
In der Ford-Produktion in Deutschland wurden auch Zwangsarbeiter aus Konzentrationslagern verpflichtet, die man für vier Reichsmark pro Tag von der SS auslieh. Dadurch konnte Ford eine hohe Produktion, auch durch die Kriegsjahre hindurch, aufrechterhalten. Ford produzierte insgesamt 78.000 Lkw und 14.000 Kettenfahrzeuge für die Wehrmacht. Die Ford-Werke wurden bis Ende 1944 von der alliierten Bombardierung ganz verschont und danach auch nur wenig beschädigt, was der langfristigen Konkurrenzfähigkeit des Unternehmens am Standort Deutschland zuträglich war.
Nach einem Ausschluss von Minderheitsaktionären („squeeze-out“) 2002 – bei dem die Ford Deutschland Holding GmbH über 95 % der Anteile der deutschen Ford-Werke-AG-Aktien erwarb – folgte im November 2004 die Umwandlung der Rechtsform in Ford-Werke GmbH.

## Ford in Dänemark
1919 eröffnete die Ford Motor Company ein Montagewerk in Dänemark. In den gemieteten Hallen im Kopenhagener Stadtteil Nørrebro setzten Arbeiter zunächst die aus den Vereinigten Staaten angelieferten Einzelteile des Modell T zusammen. Die so produzierten Fahrzeuge wurden dann sowohl in Dänemark als auch in Schweden, Norwegen, Finnland, Deutschland und Polen verkauft. 1921 begann Ford zudem mit der Produktion von Traktoren für den Einsatz in der Landwirtschaft.
Aufgrund der beengten Platzverhältnisse in den bisher genutzten Hallen baute Ford bis 1924 eine neue Fabrik auf Sluseholmen, einer Halbinsel im Südhafen von Kopenhagen. Bis zur Umstrukturierung Mitte der 1960er-Jahre entstanden dort mehr als 320.000 Fahrzeuge. Von 1967 bis 1974 fertigte Ford dann Traktoren und Baggerlader der Typen 4400 und 4500. Ähnlich wie zu Beginn der Produktion in Dänemark wurden auch diese beiden Typen aus angelieferten Traktoren, Frontladern und Heckbaggern auf Sluseholmen zusammengesetzt.

## Marken der Ford Motor Company

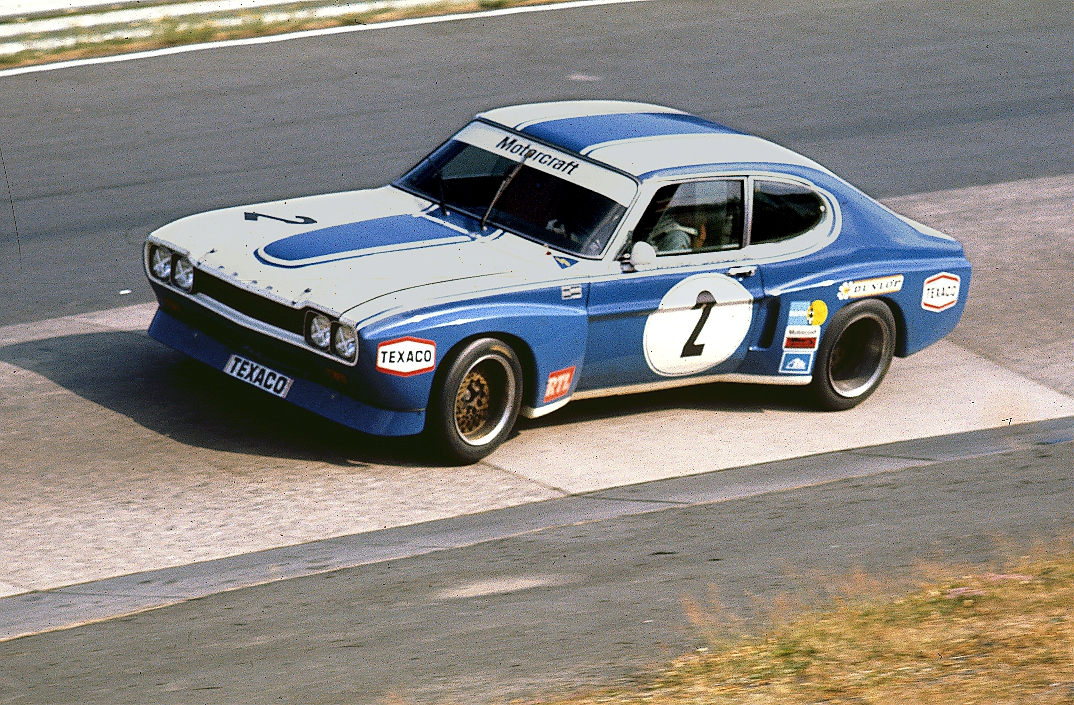
Eine Marke von Ford: Motorcraft

Der Konzern besteht aus den Marken Ford und Lincoln. Die 1989 bzw. 2000 übernommenen Marken Jaguar bzw. Land Rover wurden im März 2008 an die Tata-Gruppe verkauft. Die Marke Mercury wurde 2010 eingestellt, 2021 Troller. Von 1979 bis 2015 war die Ford Motor Company an Mazda beteiligt. Unter den Marken FoMoCo und  Motorcraft werden Ersatzteile vertrieben. Weitere Marken, die nicht direkt mit Automobilherstellung und dem Ersatzteilgeschäft zu tun haben, veräußerte Ford in den vergangenen Jahren wegen der Konzentration auf das Kerngeschäft, so etwa die Autovermietung Hertz, oder stellte sie ein, wie die Discount-Werkstättenkette Kwik-Fit. 2010 wurde der 1999 gekaufte, angeschlagene schwedische Automobilhersteller Volvo für 1,8 Milliarden US-Dollar an den chinesischen Konzern Geely verkauft.

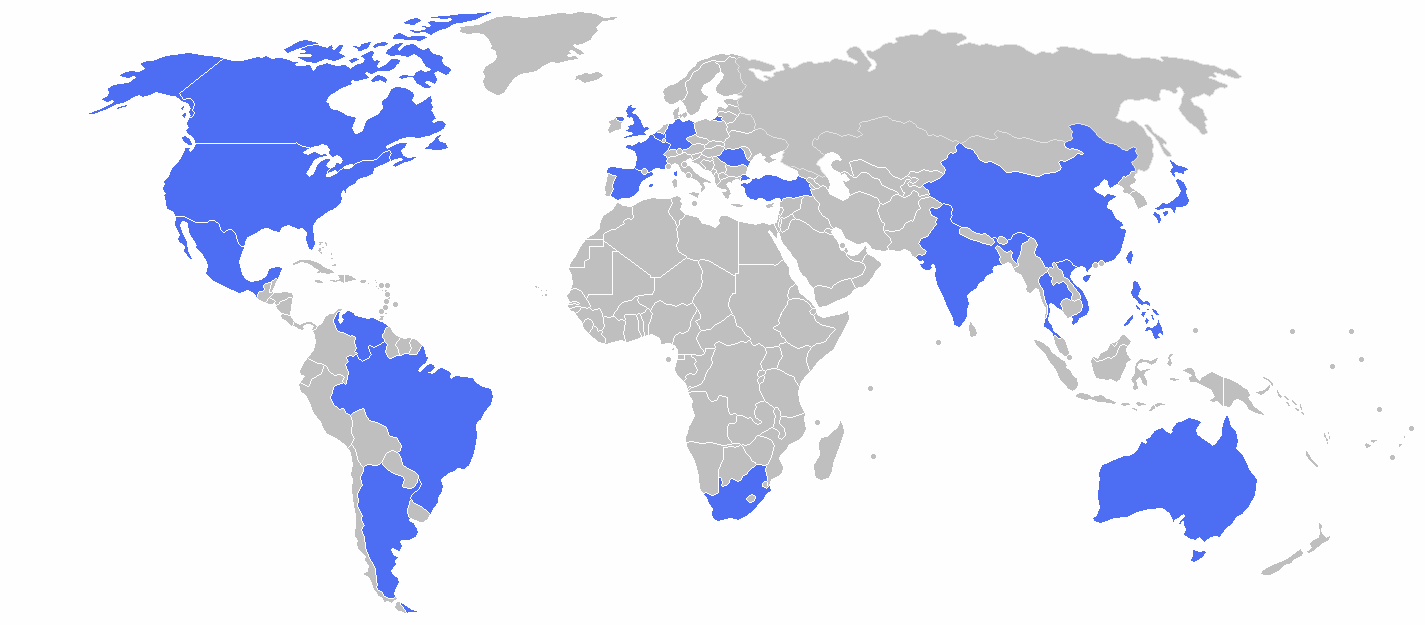
Staaten mit Ford-Niederlassungen

## Pkw-Modelle der Marke Ford

### Typenübersicht in Europa
| Bauzeit Produzierte Fahrzeuge | Baureihe                 | Anmerkung | Bild                                                    |
| ----------------------------- | ------------------------ | --- | ------------------------------------------------------- |
| Kleinstwagen                  |                          | |                                                         |
| 1996–2008 1.400.000           | Ka                       | Erste Generation des Kleinstwagen von Ford. Technische Basis war der Fiesta '96. |                                                         |
| 2003–2005 37.000              | Streetka                 | Zweisitziges Cabriolet auf der Basis des ersten Ka. |                                                         |
| 2008–2016                     | Ka                       | Zweite Generation des Kleinstwagens auf Basis des 2007 neuen Fiat 500. |                                                         |
| 2016–2020                     | Ka+                      | Bei der dritten Ka-Generation greift Ford auf die sogenannte B-Plattform zurück, auf der auch die Modelle B-Max, EcoSport und Fiesta aufbauen. Ähnlich wie Fiesta und Focus wird es als Weltauto auf vielen Märkten in nahezu identischer Version angeboten. |                                                         |
| Kleinwagen                    |                          | |                                                         |
| 1976–1983                     | Fiesta ’76               | Mitte 1976 startete die erste Generation des Ford-Kleinwagens. Mitte 1981 wurde er leicht überarbeitet, was unter anderem an nicht verchromten Stahlstoßstangen mit Kunststoffecken zu merken war. |                                                         |
| 1983–1989                     | Fiesta ’84               | Die zweite Generation wurde ab Sommer 1983 mit rundlicher gestalteter Front, anderer Innenausstattung und deutlich verbesserter Technik verkauft. Zudem war nun ein Dieselmotor sowie ein geregelter Katalysator verfügbar. |                                                         |
| 1989–1996                     | Fiesta ’89               | Neuentwicklung mit modernem Fahrwerk, neuen Motoren und vielen technischen Neuerungen wie ABS, Servolenkung, Airbag und Klimaanlage. Der Fiesta ’89 wurde parallel zu dem im Herbst 1995 erschienenen Nachfolger noch bis Sommer 1996 lang als günstige Einstiegsversion „Classic“ angeboten. |                                                         |
| 1995–2001                     | Fiesta ’96/’99           | Die vierte Generation hatte weitgehend die gleiche Bodengruppe, unterschied sich jedoch durch modernisierte Karosserie, einen neuen Innenraum und neue Motoren vom Vorgänger. Nach dem Facelift im Spätsommer 1999 mit geänderten Scheinwerfern sowie einem umgestalteten Kühlergrill entsprechend dem neuen New-Edge-Design, bezeichnete Ford diesen Fiesta als fünfte Generation. Vierte und fünfte Generation waren auch als Mazda 121 erhältlich. |                                                         |
| 2001–2008                     | Fiesta ’02               | Die sechste Generation wurde völlig neu konstruiert, nun mit modernen Dieselmotoren mit Direkteinspritzung. Außerdem gab es wie beim Focus eine Sportversion mit dem Zusatz ST. Im Herbst 2005 erfolgte ein Facelift. |                                                         |
| 2008–2017 > 1.000.000         | Fiesta ’09               | Siebte Generation. Teile der Bodengruppe, des Fahrwerks und einige Technikteile wurden vom Vorgänger übernommen, der Rest neu entwickelt. Als Basis diente die Studie Verve, an die sich die Form des Serienfahrzeugs anlehnt. Wird als Ford Fiesta RS WRC seit 2011 in der Rallye-Weltmeisterschaft eingesetzt. Im Herbst 2012 folgte ein Facelift. |                                                         |
| 2017–2023                     | Fiesta ’18               | Am 29. November 2016 bei einem Go Further-Event im Werk Köln-Niehl wurde die achte Generation offiziell vorgestellt. Die Produktion startete am 16. Mai 2017, die offizielle Markteinführung erfolgte am 8. Juli 2017. Die Produktion des Fiesta endete am 7. Juli 2023 ohne Nachfolgemodell. |                                                         |
| Minivan                       |                          | |                                                         |
| 2002–2012                     | Fusion                   | Ein Minivan auf Basis des Fiesta ’02. Wie dieser im Herbst 2005 verändert. |                                                         |
| 2012–2017                     | B-MAX                    | Ein Minivan auf Basis des Fiesta ’09. Der B-Max hat keine B-Säulen und dadurch eine sehr breite Türöffnung. 2017 wegen mangelnder Nachfrage eingestellt. |                                                         |
| Kompaktklasse                 |                          | |                                                         |
| 1967–1974 2.140.000           | Escort ’68               | Der im Vereinigten Königreich als Nachfolger des Anglia entwickelte „Hundeknochen“-Escort wurde ab Ende 1967 produziert und als Limousine und Kombi angeboten. Ab 1973 gab es ihn auch als RS 2000 mit 100 PS. |                                                         |
| 1974–1980 1.607.000           | Escort ’75               | Überarbeitete Karosserie mit neuem Kühlergrill und der Technik des Vorgängers. Der RS1800 war die Basis für die Weltmeisterautos von Björn Waldegård und Ari Vatanen. |                                                         |
| 1980–1985                     | Escort ’81               | Neukonstruktion mit Wechsel auf Quermotoren und Frontantrieb. 1983 folgten der fünftürige Turnier und das Cabriolet. Drei Sportversionen (XR3(i), RS1600i und RS Turbo) waren ebenfalls im Angebot. |                                                         |
| 1983–1985                     | Orion ’83                | Viertürige Stufenheckvariante des Escort ’81. Die Benennung Orion und kleine Änderungen im Erscheinungsbild ließen ihn als ein eigenständiges Modell erscheinen. |                                                         |
| 1986–1990                     | Escort ’86               | Anfang 1986 gab es eine Modellpflege (Karosserie und Innenraum) mit einer Menge technischer Neuerungen. Viele Karosserieteile wurden verändert, die passive Sicherheit erhöht sowie die Rostvorsorge, das Fahrwerk und die Motoren verbessert. Einige Motorvarianten waren nun auch mit einem G-Kat erhältlich. Der Innenraum wurde überarbeitet und dem des Sierra und des Scorpio angeglichen. Der XR3i und der RS Turbo waren weiterhin die Topmodelle der Baureihe. |                                                         |
| 1986–1990                     | Orion ’86                | Escort '86 mit Stufenheck. Auch hier wies die Front durch eine leicht geänderte Form des Kühlergrills auf den von Ford als eigenständig positionierten Orion hin. |                                                         |
| 1990–1995                     | Escort ’91/’93           | Neuentwicklung mit neuer Bodengruppe und anderer Hinterachse. Erstmals sind mit dem Zetec und dem RS2000 moderne 16-Ventil-Motoren erhältlich. Topmodell ist der RS Cosworth, der als Homologationsmodell für den Rallyesport die Bodengruppe und den Allradantrieb des Sierras hat. Im Herbst 1992 wurde die Baureihe mit einem Facelift aufgefrischt. |                                                         |
| 1990–1993                     | Orion ’91                | Stufenheckvariante des Escort ’91, gleichzeitig mit ihm erschienen. Auch dieser Orion bekam im Herbst 1992 die Änderungen parallel zum Escort ’93. Ab Anfang 1994 wurde er als Escort angeboten. |                                                         |
| 1995–2000                     | Escort ’95               | Letztes und umfangreiches Facelift für den Escort ’91. Die fünftürige Schräghecklimousine und der Turnier wurden ab Oktober 1998 als Escort Classic mit dem Nachfolger Focus noch zwei Jahre weitergebaut. |                                                         |
| 1998–2004                     | Focus ’98                | Im Herbst 1998 erschien der Nachfolger des Escort im New Edge Design, der 2000 und 2001 das meistverkaufte Automodell weltweit war. Zunächst wurde er als drei- oder fünftürige Schräghecklimousine eingeführt, während Stufenheck und Turnier Anfang 1999 folgten. Das Fahrzeug wurde ab 1999 als Ford Focus WRC in der Rallye-Weltmeisterschaft eingesetzt. Eine Modellpflege wurde im Herbst 2001 durchgeführt. |                                                         |
| 2004–2010                     | Focus ’04                | Im Herbst 2004 präsentierte Ford die zweite Generation des Focus. Die Karosserievielfalt war auch hier groß, wobei sie Anfang 2007 noch um ein Coupé-Cabriolet erweitert wurde, der zum ersten offenen Ford in der Kompaktklasse seit dem 1998 eingestellten Escort Cabrio wurde. Ende 2007 wurden alle Modelle der Baureihe einem Facelift unterzogen. |                                                         |
| 2011–2018                     | Focus ’11                | Die dritte Generation des Kompaktwagens, die sowohl in Europa als auch den USA eingeführt wurde. Die Karosserievielfalt beschränkt sich auf ein fünftüriges Schrägheck, ein Stufenheck sowie dem Kombi Turnier. Als weitere Neuheit wurden im Frühjahr 2012 neue EcoBoost-Motoren eingeführt. Sie verfügen über einen Turbolader und eine Benzin-Direkteinspritzung. Im Herbst 2014 wurden optische wie technische Modernisierungsmaßnahmen vollzogen. |                                                         |
| seit 2018                     | Focus ’18                | Die vierte Generation des Kompaktwagens, die sowohl in Europa als auch den USA eingeführt wurde. Die Karosserievielfalt beschränkt sich wie beim Vorgängermodell auf ein fünftüriges Schrägheck, ein Stufenheck sowie dem Kombi Turnier. |                                                         |
| Mittelklasse                  |                          | |                                                         |
| 1939–1942/ 1948–1952          | Taunus G93A              | Der „Buckel-Taunus“. Ein Mittelklassewagen, der zwischen dem kleinen Ford Eifel und dem großen Ford V8 angeboten wurde. Man wählte eine Bauart, bei der die Karosserie mit dem Rahmen verschweißt ist. Stilistisch lehnte er sich an den amerikanischen Lincoln-Zephyr an. |                                                         |
| 1952–1959 375.116             | Taunus 12M/15M           | Der „Weltkugeltaunus“ mit dem Motor des Vorgängers. Ab 1955 mit neuem 1,5-Liter-Motor auch als 15M erhältlich. Karosserieversionen waren Limousine, Cabrio, Turnier und Kastenwagen. |                                                         |
| 1959–1962 245.614             | Taunus 12M               | Überarbeitete Ausgabe des „Weltkugel“-Modells, der auch „Streifentaunus“ genannt wurde. Als Taunus 12M Super auch mit 1,5-Liter-Motor. |                                                         |
| 1962–1966 672.295             | Taunus 12M (P4)          | Erster Ford mit Frontantrieb. Unter dem Namen Ford Cardinal in den USA für den dortigen Markt in Konkurrenz zum VW Käfer entwickelt, wurde später aber in Köln produziert. Außer als Limousine auch als Cabrio, Coupé und Turnier im Angebot. |                                                         |
| 1966–1970 668.187             | Taunus 12M/15M (P6)      | Nachfolger des P4 mit den gleichen V4-Motoren, Frontantrieb und neuer Federbeinvorderachse. Bis August 1967 hießen die Wagen „Taunus“ 12M/15M, danach entfiel der Zusatz „Taunus“ und sie hießen 12M/15M. Außer als zwei- oder viertürige Limousine war er auch als Coupé und Turnier erhältlich. |                                                         |
| 1970–1975                     | Taunus TC ’71/’74        | Der neu entwickelte Taunus erschien gleichzeitig mit dem britischen Cortina auf der gleichen Plattform und wird daher Taunus TC genannt. Wegen der charakteristischen Frontpartie, die vom damaligen Ford-Vorstandsvorsitzenden Semon E. Knudsen initiiert war, auch „Knudsen-Taunus“ genannt. Neue Motoren und Hinterradantrieb. Auch als Coupé und Turnier. |                                                         |
| 1976–1982                     | Taunus TC ’76/’80        | Ab Anfang 1976 äußerlich gestrafftes Modell mit der Technik des „Knudsen-Taunus“. Das Coupé entfiel, Ausstattungen wurden umbenannt. Im Herbst 1979 überarbeitet. Der TC ’80 hatte, obwohl äußerlich fast gleich, eine neue Karosserie. |                                                         |
| 1982–1986                     | Sierra ’82               | Neukonstruktion mit den Motoren des Vorgängers Taunus TC '80. Ab Spätsommer 1982 war zunächst nur die fünftürige Schräghecklimousine erhältlich. Der Turnier folgte Ende 1982 und im Sommer 1983 die dreitürige Schräghecklimousine. Für manche Märkte war zudem der Pick-Up P100 erhältlich. Sportliche Modelle waren der XR4i, der allradgetriebene XR4x4 und der RS Cosworth. |                                                         |
| 1987–1993                     | Sierra ’87/’90           | Die Anfang 1987 präsentierte zweite Generation war außer als Schrägheck- und Kombiversion auch als Stufenheckvariante erhältlich, um konservative Kunden wiederzugewinnen. Im Frühjahr 1990 erfolgte eine Modellpflege und die Einführung eines moderneren 1,8-l-Dieselmotors. |                                                         |
| 1993–1996                     | Mondeo ’93               | Neu konstruiertes Weltauto von Ford mit quer eingebautem Motor und Frontantrieb. Karosserieversionen: Schräg- und Stufenhecklimousine sowie Kombi. |                                                         |
| 1996–2000                     | Mondeo ’97               | Überarbeitete Variante der ersten Generation, die wegen der größeren Unterschiede als zweite Baureihe geführt wird. Obwohl als „Welt-Auto“ konzipiert, konnte sich der Mondeo außerhalb Europas allerdings nie etablieren. 1999 folgte auch die sportliche Variante ST200 als Stufenheck und Kombi. |                                                         |
| 2000–2007                     | Mondeo ’01               | Neuentwicklung mit umfangreichen Verbesserungen und neuen Motoren und dem neuen New-Edge-Design. Gegen Mitte 2003 und im Herbst 2005 gab es kleine Änderungen. |                                                         |
| 2007–2014                     | Mondeo ’07               | Die vierte Generation basiert auf der gleichen Plattform wie der im Frühjahr 2006 erneuerte Galaxy sowie dessen sportlichen Ableger S-Max und ist in allen Abmessungen beträchtlich gewachsen. Ende 2010 wurde der Mondeo überarbeitet und bekam zusätzlich zu den Tagfahrleuchten auch zwei neue Motoren mit Benzin-Direkteinspritzung und Turbolader. |                                                         |
| 2014–2022                     | Mondeo ’13               | Mit rund einjähriger Verspätung wegen der im Sommer 2013 erfolgten Schließung des belgischen Werks in Genk kam ab Anfang 2015 die fünfte Generation des Mondeo in den Handel. Außer den neuen EcoBoost-Benzinmotoren mit 1,5 und 2,0 l wird im Mondeo auch erstmals ein Hybridantrieb mit zwei Litern Hubraum angeboten. Als luxuriöses Topmodell der Reihe fungiert der Vignale, der im Herbst 2015 erschien. Bei den Karosserievarianten stehen weiterhin Limousinen mit Schräg- sowie Stufenheck sowie ein Kombi zur Verfügung. 2022 wurde die Baureihe in Europa ohne Nachfolgemodell eingestellt. Lediglich in China gibt es einen neuen Mondeo. |                                                         |
| Obere Mittelklasse            |                          | |                                                         |
| 1957–1960 239.987             | Taunus 17M (P2)          | Der Ford P2 war die zweite Neukonstruktion eines PKWs nach dem Zweiten Weltkrieg, der von den deutschen Ford-Werken nach dem kleineren „Weltkugeltaunus“ Ford G13/G4B produziert wurde. Wegen seiner Form wurde er auch „Barocktaunus“ genannt. |                                                         |
| 1960–1964 669.731             | Taunus 17M (P3)          | Mit der neuen „Linie der Vernunft“ wandte sich Ford von der verspielten Gestaltung des „Barocktaunus“ ab. Bekannt auch unter dem Spitznamen „Badewanne“. |                                                         |
| 1964–1967 710.059             | Taunus 17M/20M (P5)      | Den Nachfolger des P3 gab es als 20M auch mit V6-Motor. |                                                         |
| 1967–1971 723.262             | 17M/20M/26M (P7)         | Mit neuer Karosserie und den Motoren des P5. Erstmals kam die Bezeichnung „Ford“ statt „Taunus“ vor. |                                                         |
| 1972–1975                     | Consul                   | Sparversion des Granada, meist mit V4-Motor, und als Turnier größter seiner Klasse. Im Herbst 1975 wurde der Name aufgegeben, ab da hießen auch die günstigeren Varianten Granada. |                                                         |
| 1972–1977 850.000             | Granada ’72/’75          | Nachfolger der Ford 20m/26m (P7). Die Karosserievarianten umfassten zwei- und viertürige Limousine, ein Coupé und den Turnier. Im Herbst 1975 folgte eine Überarbeitung der Front (weniger Chromzierrat). Außerdem waren nun auch Vierzylinder-Motoren im Angebot, nachdem der Consul eingestellt wurde. |                                                         |
| 1977–1985 770.000             | Granada ’78/’82          | Der zweite Granada in geglätteter Form. Die Karosserievarianten beschränkten sich nun auf Limousine und Kombi. Das Coupé entfiel, sein Ersatz war die zweitürige Limousine. Im Spätsommer 1981 wurde der Granada überarbeitet und der Zweitürer verschwand damit auch. Anfang 1985 kam dann das Ende der Baureihe. |                                                         |
| 1985–1994                     | Scorpio ’85              | Nachfolger des Granada. Klassenuntypisch wurde er lange Zeit nur als Schrägheckvariante gebaut, was den Verkauf nach anfänglich gutem Start im März 1985 trotz großzügigem Platzangebot und guter Sicherheitsausstattung nicht dauerhaft förderte. Ende 1989 folgte die klassische Stufenhecklimousine und erst Anfang 1992 kam der Turnier zum Händler. |                                                         |
| 1994–1998                     | Scorpio ’95              | Im Herbst 1994 folgte der neue Scorpio ’95 mit amerikanisch inspiriertem Design, wobei die Seitenlinie vom Vorgänger beibehalten wurde. Jedoch brachte nur der Kombi zufriedenstellende Verkaufszahlen, weshalb es bereits im Spätsommer 1997 zu einer Überarbeitung kam. Nach insgesamt knapp vier Jahren wurde der Scorpio im Sommer 1998 eingestellt und erhielt keinen Nachfolger mehr. |                                                         |
| Coupé / Cabrio                |                          | |                                                         |
| seit 1964                     | Mustang                  | Sportcoupé aus den USA. In Deutschland aus Rechtsgründen als T5 vertrieben. Ende 2004 kam die fünfte Auflage auf den US-Markt, die stilistisch an das Original von 1964 angelehnt ist. Seit Sommer 2015 ist die sechste Generation offiziell auch wieder in Deutschland erhältlich. |                                                         |
| 1967–1968 ca 2.200            | OSI-Ford 20 M TS         | Sportcoupé auf der Plattform des Taunus P5 mit Gran-Turismo-Karosserie der Firma Officine Stampaggi Industriali, abgekürzt O.S.I. |                                                         |
| 1968–1973 784.000             | Capri ’69/Capri ’73      | Sportcoupé auf Basis des Cortina, in Deutschland auch mit V-Motor aus dem Taunus. Im Herbst 1972 folgte eine Modellpflege. Ende 1973 stellte Ford die Produktion der ersten Capri-Generation ein. |                                                         |
| 1974–1977                     | Capri II/Capri II ’76    | Zweite Generation des Sportcoupé, das von da an mit großer Heckklappe erhältlich war. Mitte 1976 wurden die Ausstattungslinien neu geordnet und Details verändert. Die Produktion lief Ende 1977 aus. |                                                         |
| 1978–1986                     | Capri II ’78             | Im Frühjahr 1978 folgte für das Sportcoupé ein umfassenderes Facelift. Der Capri erhielt nun auch einen Einspritzmotor und eine Turbovariante mit Vergaser, die bis zu 188 PS leisteten. Ab Ende 1984 wurde der Capri nur noch im Vereinigten Königreich verkauft, lief aber bis Ende 1986 in Köln (als Rechtslenker) weiter vom Band. |                                                         |
| 1983–1986 200                 | RS200                    | Homologationsmodell für die Gruppe B der Rallye-Weltmeisterschaft. 200 Einheiten waren für die Homologation nötig, gebaut wurden jedoch nur ca. 140 fahrfertige Einheiten. |                                                         |
| 1988–1992                     | Probe ’89                | Ein Sportwagen, der zunächst nur auf dem US-Markt eingeführt wurde. Ab Ende 1990 importierte Ford die Fahrzeuge auch nach Europa und stattete sie unter anderem mit gelben Blinkern aus. Der Probe '89 war ein Gemeinschaftsproduktion zwischen Ford und Mazda. Sein Basis war die Coupé-Version des Mazda 626 (Japan: Mazda MX-6). |                                                         |
| 1992–1997                     | Probe ’93                | Zweite Auflage des US-Sportwagens, der ebenfalls auf dem MX-6 basierte. Im Angebot stand anfangs nur ein 2,5 Liter großer V6-Ottomotor, dem Ende 1993 ein Zweilitermotor mit vier Zylindern und 16 Ventilen folgte. |                                                         |
| 1997–2001                     | Puma                     | Das kleine Coupé basiert auf dem Fiesta '96. Es waren drei Motoren von 1,4 bis 1,7 Litern Hubraum im Angebot. |                                                         |
| 1998–2002 230.000             | Cougar                   | Sportcoupé auf Basis des Mondeo ’97. Der Cougar wurde in Europa wegen des geringen Bekanntheitsgrades der Firma Mercury als Ford vertrieben. In den USA lief er unter der Marke Mercury. |                                                         |
| Hochdachkombi                 |                          | |                                                         |
| 2002–2013                     | Tourneo Connect          | Kombi-Version des Lieferwagens, hier mit langem Radstand und Hochdach |                                                         |
| 2013–2022                     | Ford Tourneo Connect II  | Der Nachfolger des ersten Tourneo Connect wurde zum Jahresbeginn 2014 eingeführt und hat nun moderne Motoren. |                                                         |
| 2014–2023                     | Ford Transit Courier     | Kleiner Hochdachkombi, der trotz des Namens nicht auf dem Ford Transit und von diesem abgeleiteten Transit Custom basiert, sondern auf der Plattform des Fiesta und dem Minivan B-MAX. |                                                         |
| seit 2022                     | Ford Tourneo Connect III | Im Herbst 2021 wurde eine neue Generation des Hochdachkombis vorgestellt. Fortan basiert er auf dem VW Caddy V. |                                                         |
| seit 2023                     | Ford Transit Courier II  | Die zweite Generation der Baureihe basiert auf dem SUV Puma. |                                                         |
| Kompaktvan                    |                          | |                                                         |
| 2003–2010 820.000             | Focus C-MAX ’03 / C-MAX  | Ein Kompaktvan auf Basis der zweiten Focus-Generation. Bis zum Facelift im Frühjahr 2007 hieß er noch Focus C-MAX. |                                                         |
| 2010–2019                     | C-MAX / Grand C-MAX ’10  | Zweite Generation des Kompaktvans, auch in einer größeren Version mit Schiebetüren hinten als Grand C-MAX erhältlich. Wie im Focus ’11 halten auch im C-MAX die neuen EcoBoost-Motoren Einzug, die auch hier bis zu 134 kW leisten. |                                                         |
| Van                           |                          | |                                                         |
| 1995–2006                     | Galaxy ’95               | Großer Familien-Van, annähernd baugleich mit VW Sharan und Seat Alhambra I. Das im Juni 2000 durchgeführte Facelift brachte neue Frontscheinwerfer und Heckleuchten im Stil des New Edge-Design. |                                                         |
| 1995–2003                     | Windstar                 | Ein großer US-Van von Ford, der in Europa zwischen Mitte 1998 und Frühjahr 2002 vertrieben wurde. |                                                         |
| 2006–2015                     | Galaxy ’06               | Die zweite Generation ist nun eine Ford-Eigenentwicklung im Kinetic-Design des Mondeo ’07. Im Frühjahr 2010 wurde der Galaxy einem Facelift unterzogen. |                                                         |
| 2006–2015                     | S-MAX                    | Der S-Max ist der kürzere, niedrigere und sportlichere Van im Vergleich zum Galaxy. Die erhältlichen Motoren waren gleich, es stand jedoch zusätzlich der Fünfzylinder-Turbo aus dem Mondeo '07 mit 162 kW zur Verfügung. Mit dem Facelift im Frühjahr 2010 wurde dieser durch einen Vierzylinder-EcoBoost-Motor mit zwei Litern Hubraum ersetzt. |                                                         |
| 2015–2023                     | Galaxy ’15               | Die dritte Generation ist wieder eine Eigenentwicklung. 2019 wurde der Galaxy einem Facelift unterzogen. |                                                         |
| 2015–2023                     | S-MAX                    | Die zweite Generation des S-MAX wurde 2015 eingeführt. 2019 wurde er optisch überarbeitet. |                                                         |
| Geländewagen                  |                          | |                                                         |
| 1993–1998                     | Maverick ’93             | Der erste Maverick war ein Geländewagen, der auf dem Nissan Terrano II basierte. |                                                         |
| seit 1990                     | Explorer                 | Ein größerer Geländewagen, der von 1993 bis 2001 auch in Europa verkauft wurde. Seit 2019 wird die sechste Generation wieder in Europa angeboten. |                                                         |
| seit 2021                     | Bronco ’21               | Der Bronco der sechsten Generation wird erstmals auch in Europa vermarktet. |                                                         |
| seit 1982                     | Ranger                   | Ein Pickup, der in den USA in veränderter Form auftritt. Bisher sind vier Generationen des Ranger produziert worden. Die aktuelle Version wird seit 2022 gebaut. |                                                         |
| Sports Utility Vehicle        |                          | |                                                         |
| 2000–2007                     | Maverick ’01             | Im Herbst 2000 folgte die zweite Maverick-Generation, die nun als SUV klassifiziert wurde. Sie basierte auf dem nordamerikanischen Ford Escape I und teilte seine Plattform auch mit dem Mazda Tribute. |                                                         |
| 2003–2022                     | Ford EcoSport            | Dieser Mini-SUV rollte bereits ab 2003 in Brasilien vom Band. Mitte 2014 kam die seit Frühjahr 2012 produzierte zweite Auflage auch in Europa auf den Markt. |                                                         |
| 2008–2012                     | Kuga ’08                 | Der Kuga ist ein SUV, der auf dem Focus ’04 basiert. Er wurde in Köln entwickelt und wurde in Saarlouis gebaut. |                                                         |
| 2012–2019                     | Kuga ’13                 | Im März 2013 begann die Einführung der zweiten Generation des Kuga. Sie basiert auf der dritten Auflage des Ford Escape, der nur in den USA angeboten wird. Mit Einführung der zweiten Generation wurde der Kuga im spanischen Werk bei Valencia gebaut. |                                                         |
| 2016–2020                     | Edge                     | Die zweite Generation des Ford Edge wurde ab Frühsommer 2016 auch in Europa angeboten. | Ford Edge – Mondial de l'Automobile de Paris 2014 – 014 |
| seit 2019                     | Puma                     | Seit September 2019 ist der Puma erhältlich. Er ist zwischen EcoSport und Kuga positioniert. |                                                         |
| seit 2019                     | Kuga ’20                 | Seit September 2019 ist die dritte Generation des Kuga bestellbar. |                                                         |
| seit 2019                     | Ford Explorer 6. Gen     | Großes SUV seit Ende 2019 wieder in Europa. Hier ausschließlich als PHEV. |                                                         |
| seit 2020                     | Mustang Mach-E           | Batterieelektrisch angetriebenes SUV, das seit 2020 angeboten wird. |                                                         |
| seit 2024                     | Explorer                 | Batterieelektrisch angetriebenes SUV, das auf dem MEB von Volkswagen aufbaut und seit 2024 in Köln produziert wird. |                                                         |
| seit 2024                     | Capri                    | Batterieelektrisch angetriebenes SUV-Coupé, das auf dem MEB aufbaut und seit 2024 in Köln produziert wird. |                                                         |

### Historische Ford-Modelle

#### Deutschland

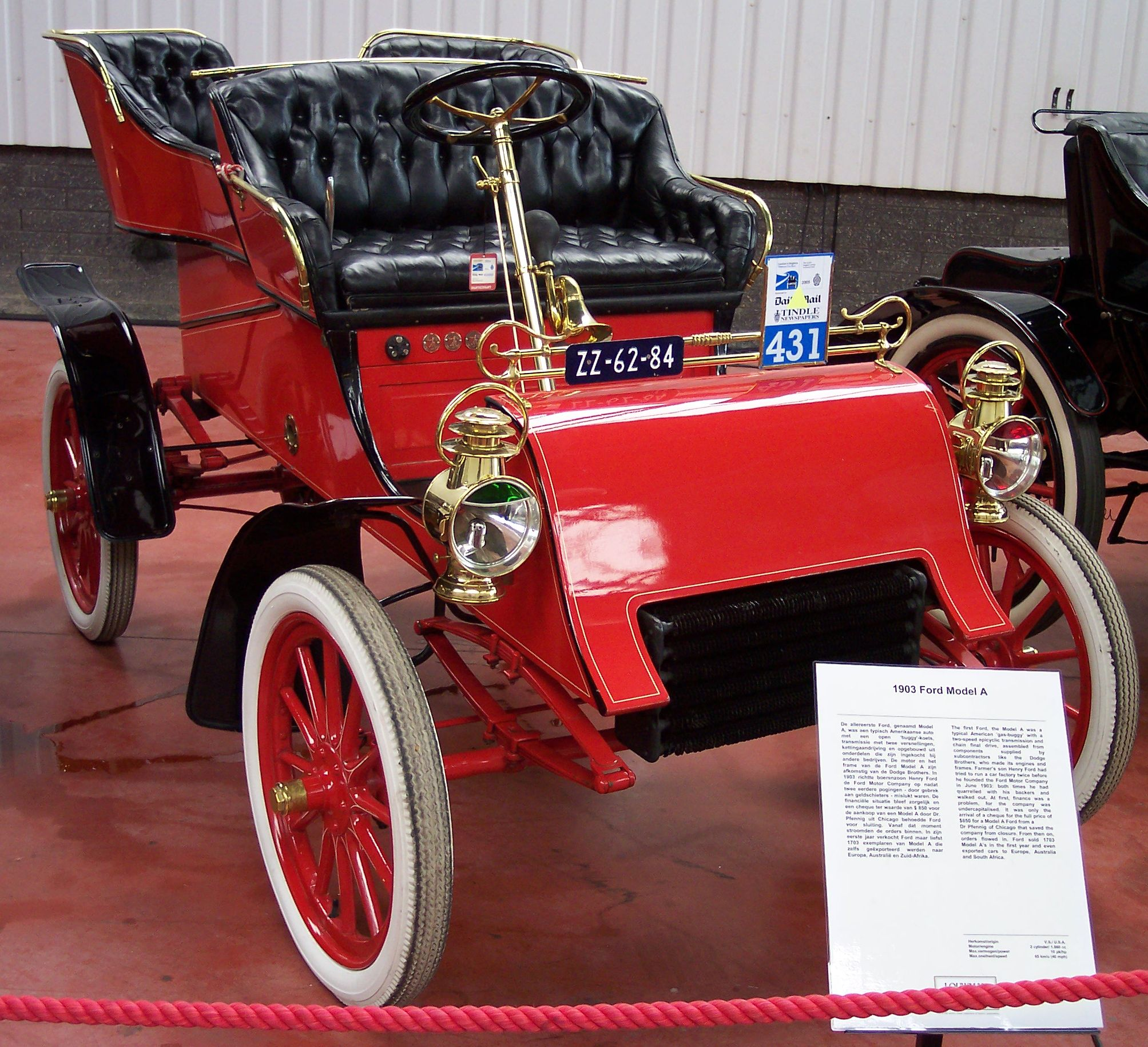
Ford Modell A, 1903

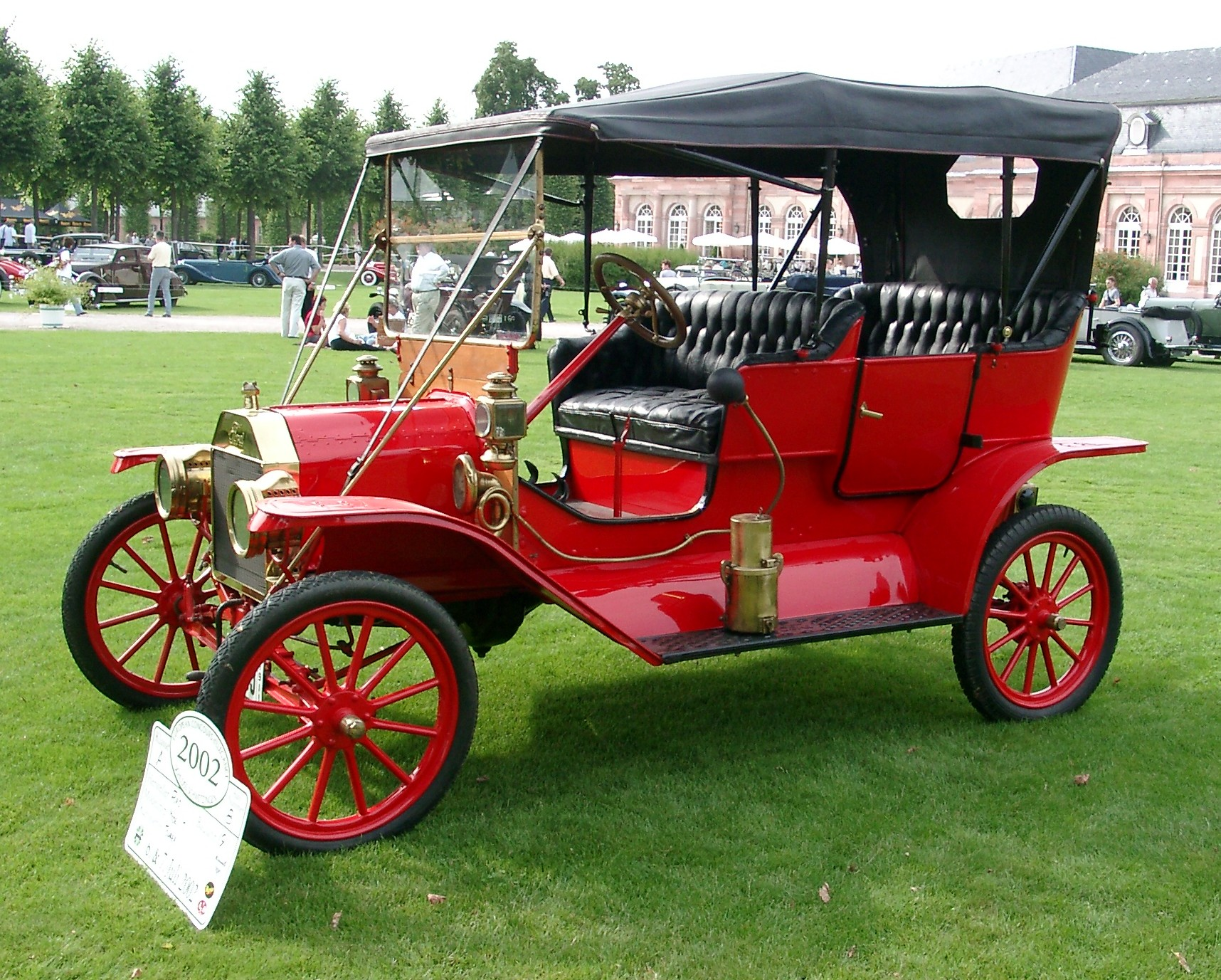
Ford Modell T Tin Lizzy, 1911

- Modell A
- Modell B
- Modell T
- Ford Köln (Y)
- Ford Rheinland
- Ford V8
- Ford Eifel

#### Vereinigtes Königreich
(seit ca. 1970 keine eigenen Modelle mehr)
- Ford Anglia
- Ford Cortina
- Ford Dorchester
- Ford Popular
- Ford Prefect
- Ford Zephyr
- Ford Zodiac

#### Frankreich

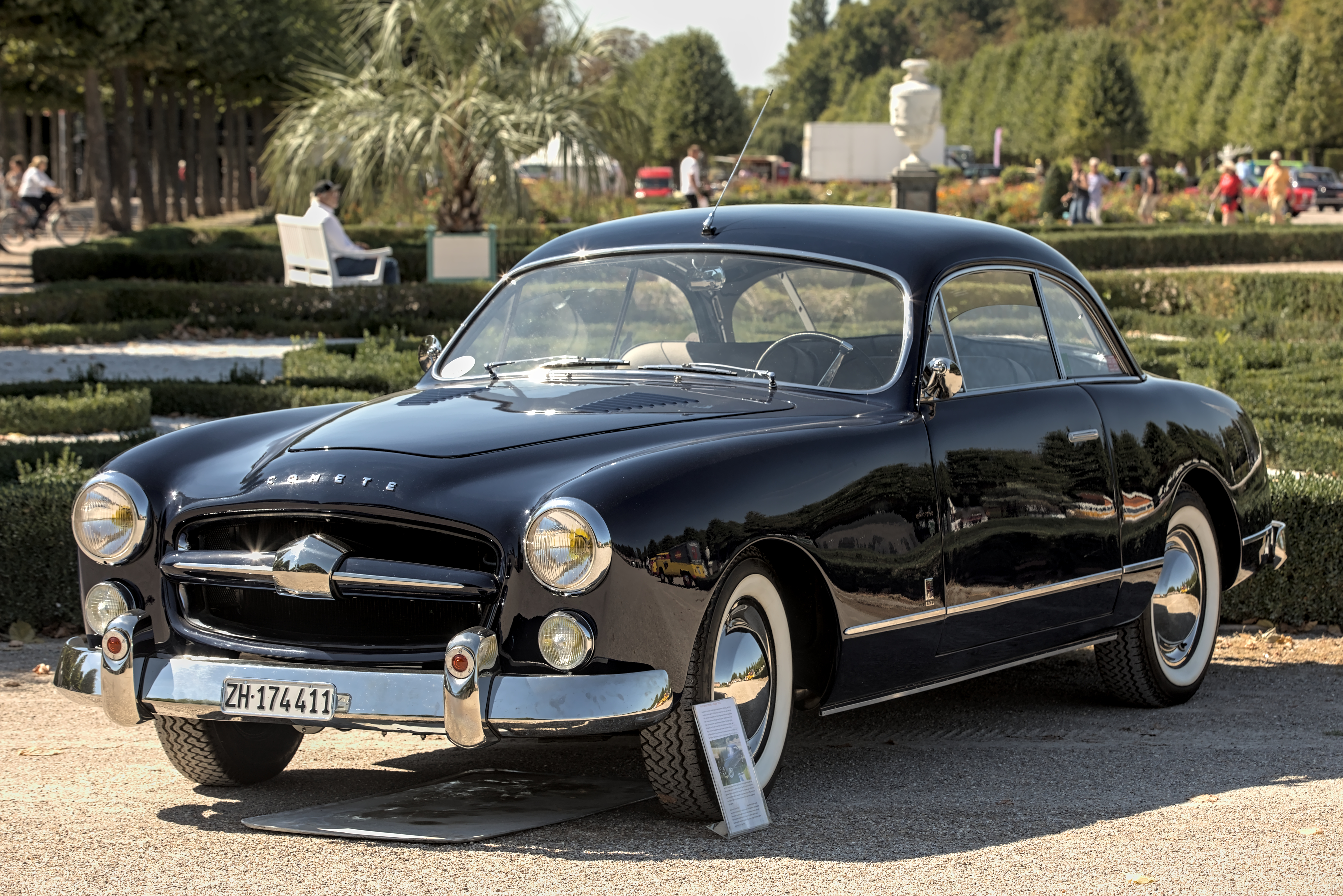
Ford Comète, 1953

(1954 wurde das Automobilwerk Poissy zusammen mit den dort produzierten Modellen an Simca verkauft)
- Ford Vedette/Vendôme/Abeille
- Ford Comète

#### Italien
- Ford Anglia Torino

### Bedeutende Modelle außerhalb Europas

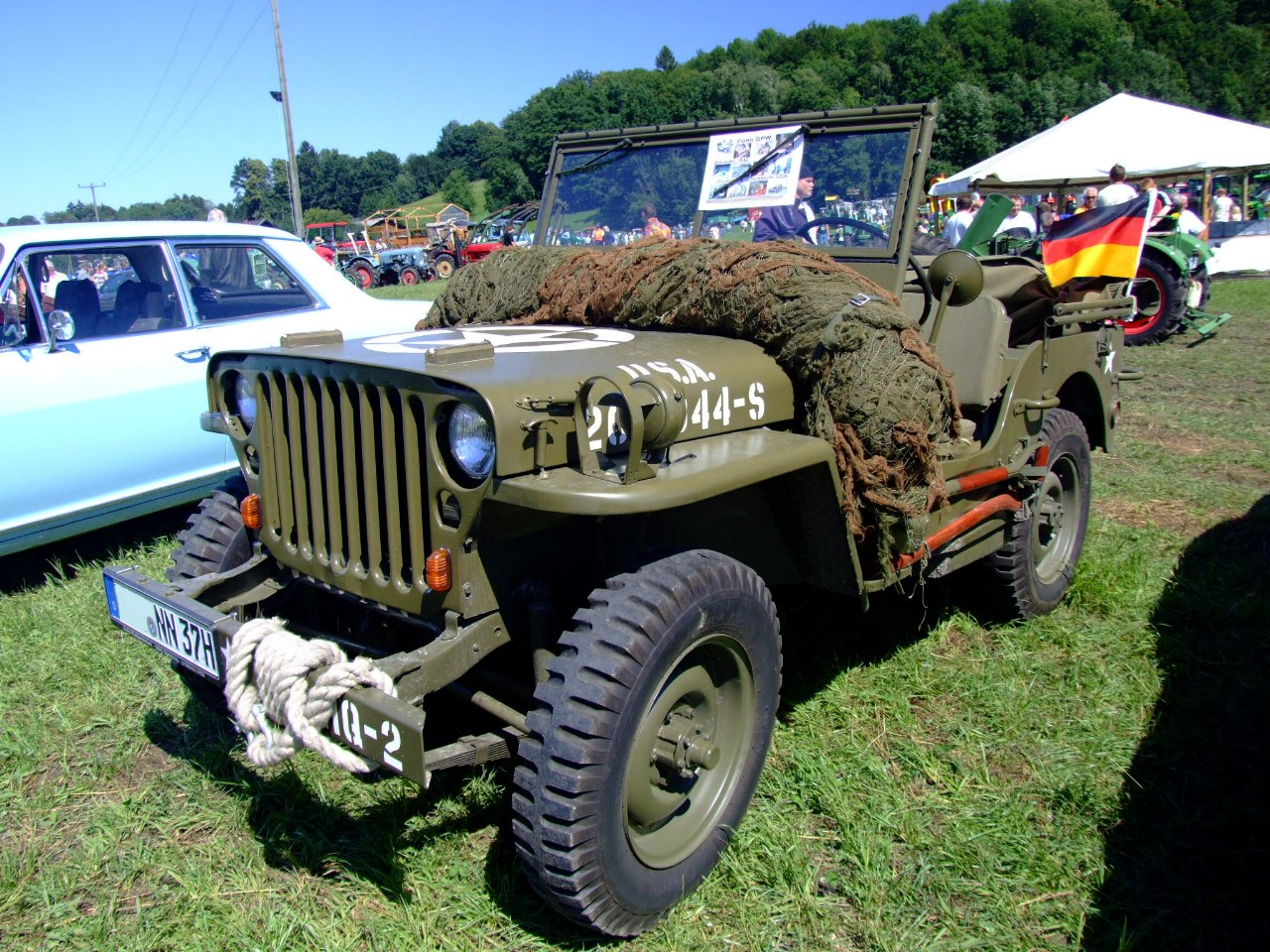
Ford GPW, 1942

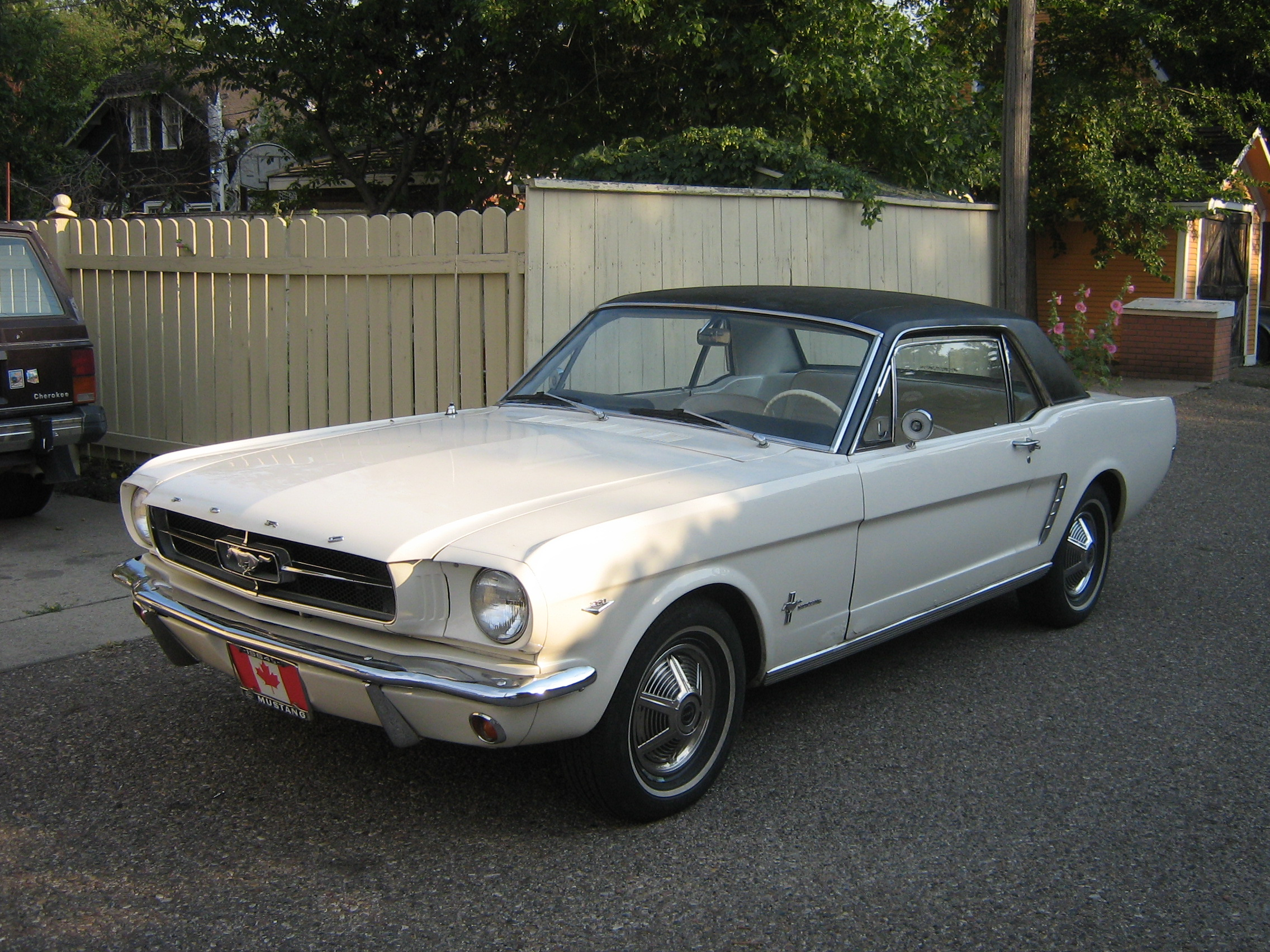
Ford Mustang, 1964

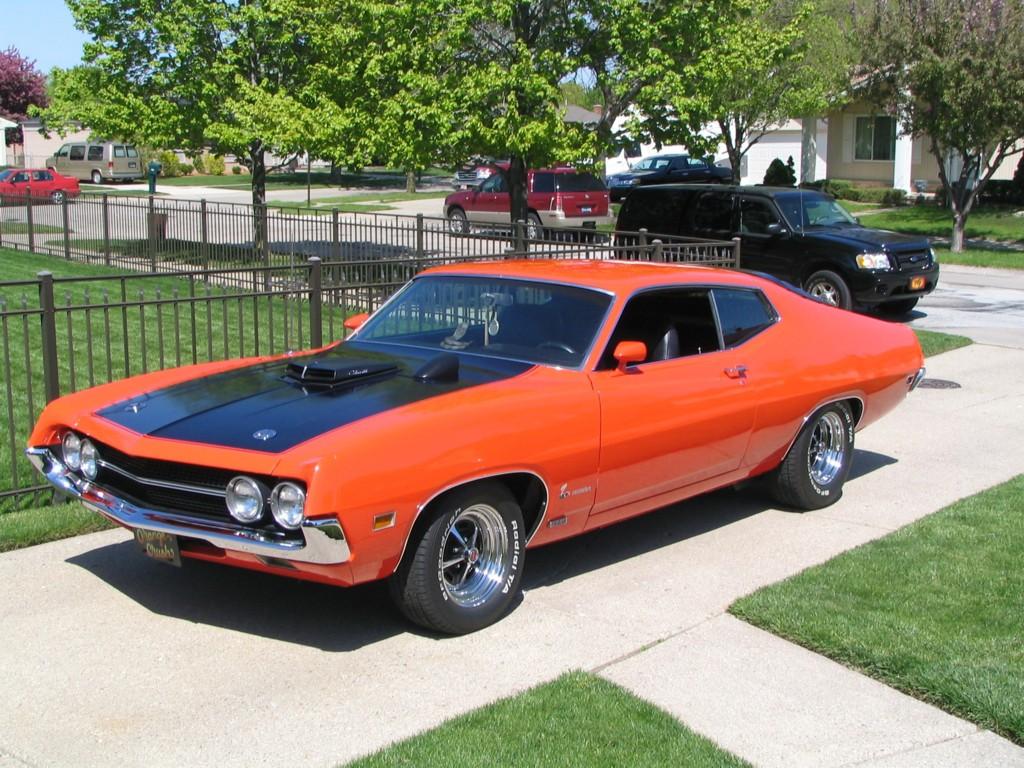
Ford Torino, 1970

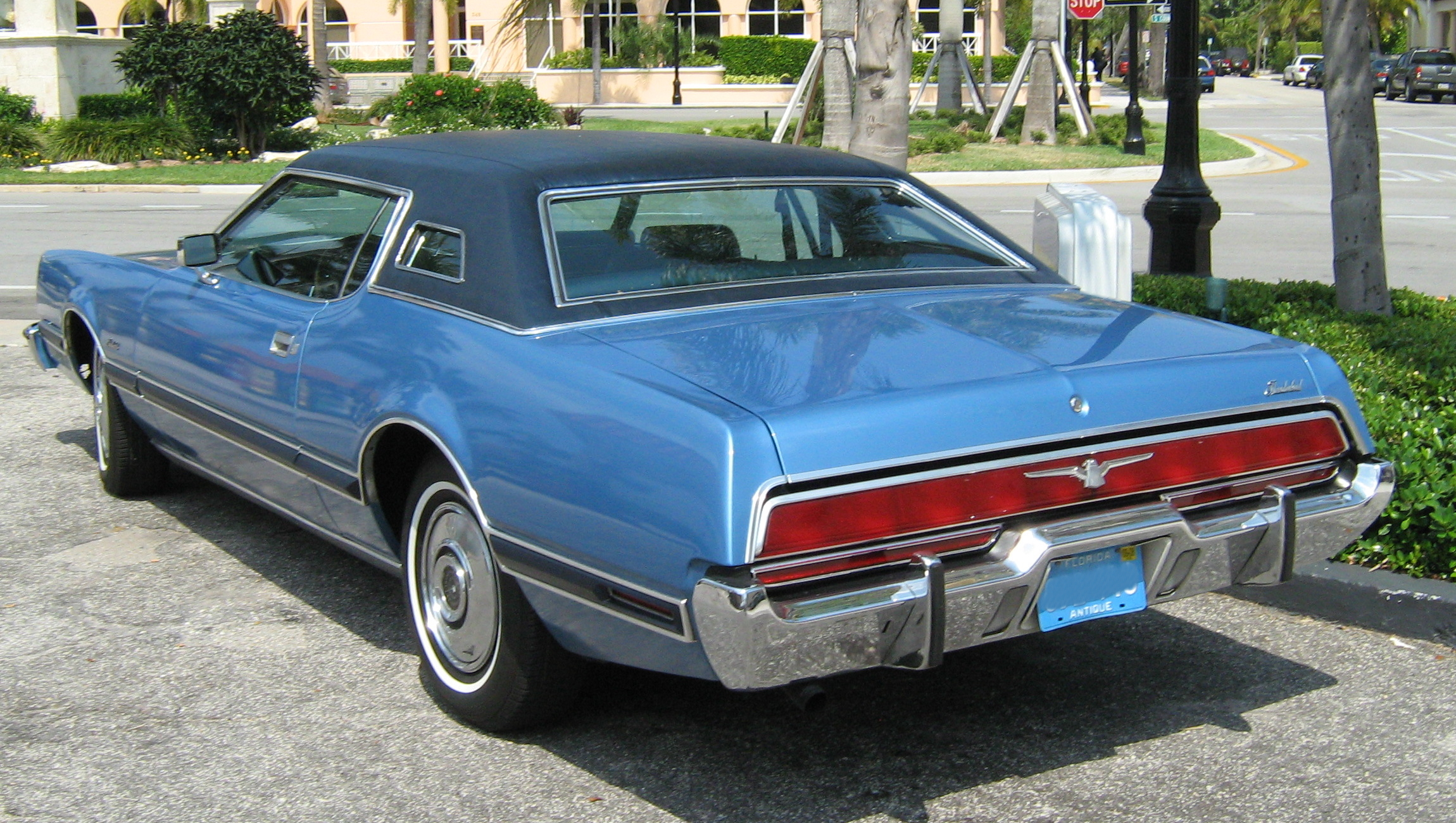
Ford Thunderbird, 1973

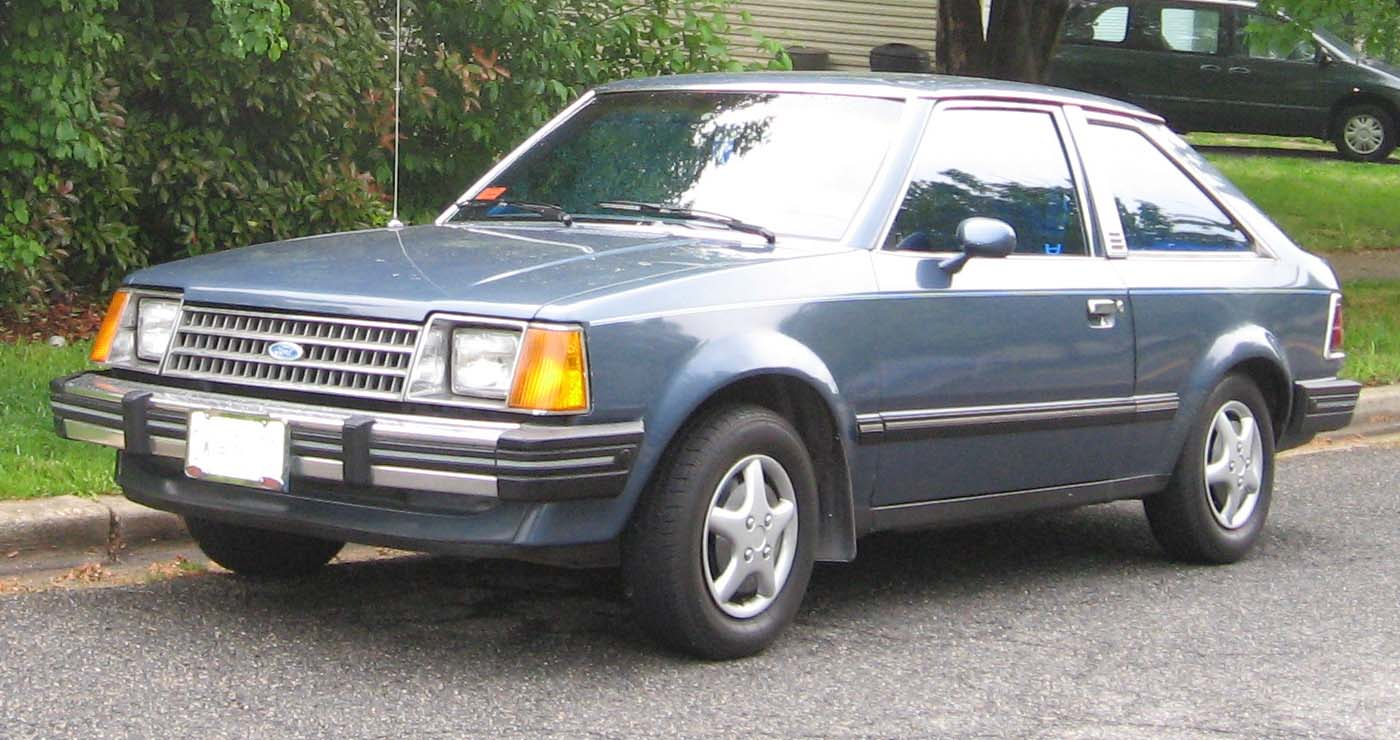
Ford Escort, 1981

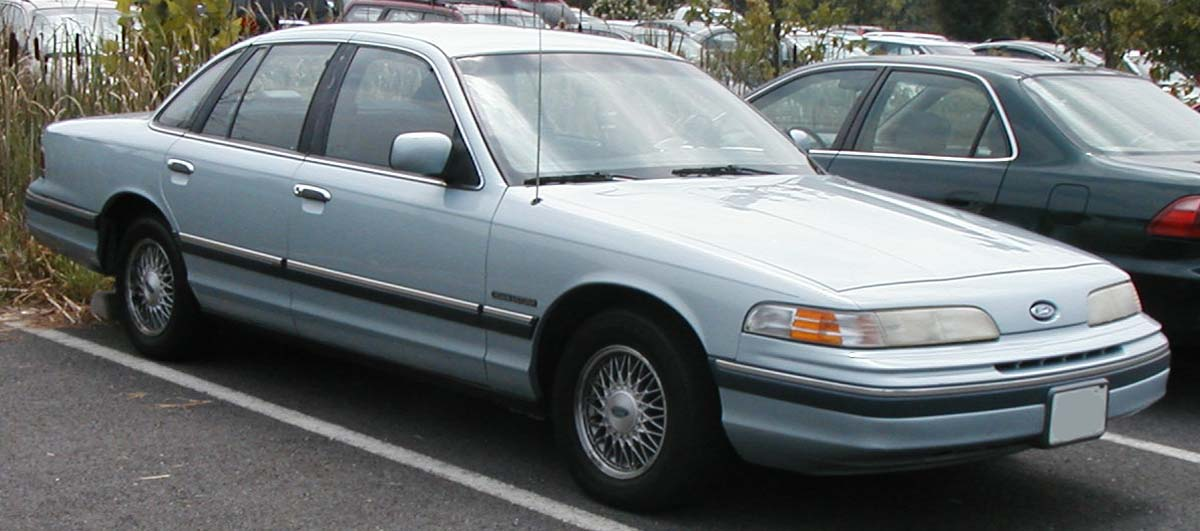
Ford Crown Victoria, 1992

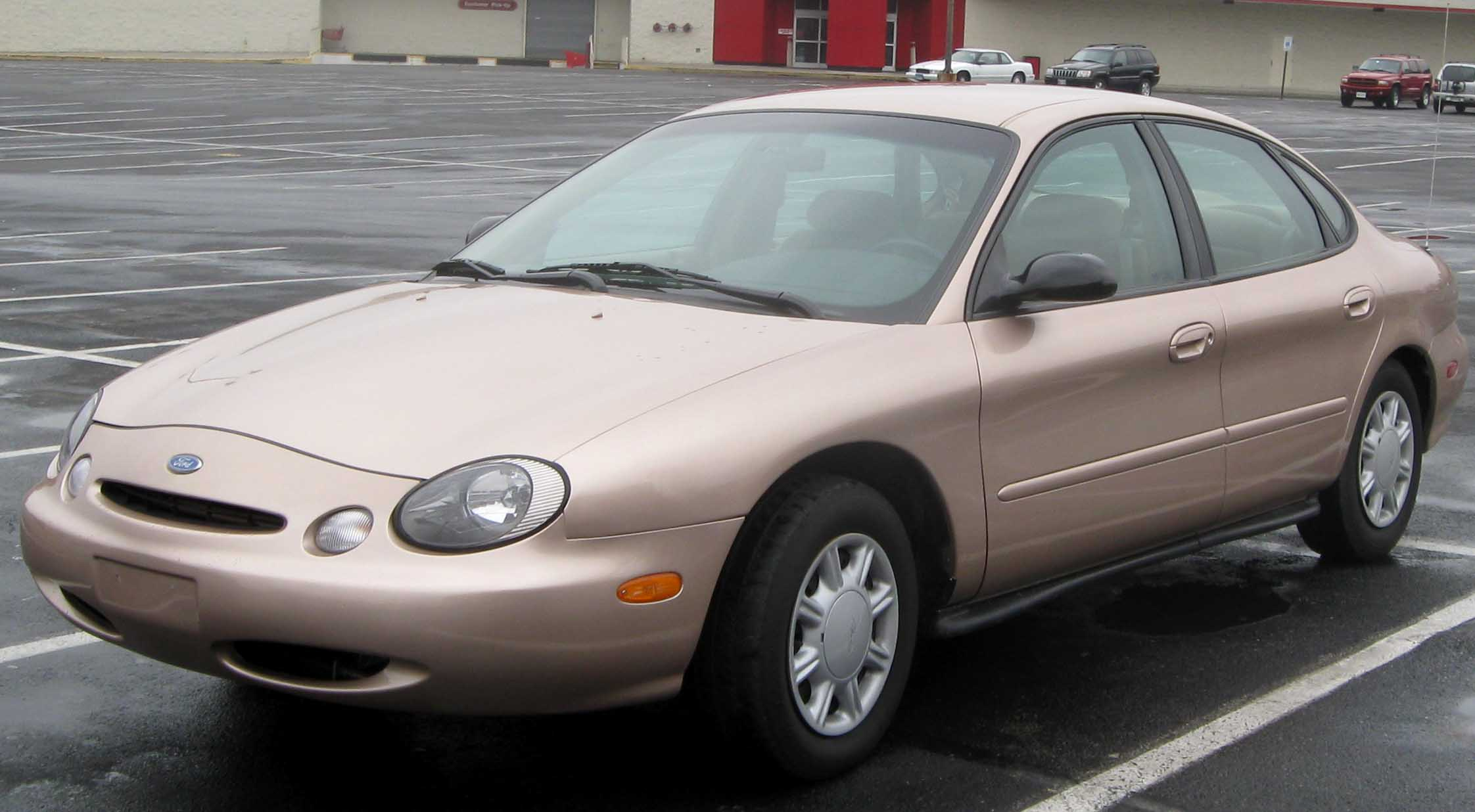
Ford Taurus, 1996

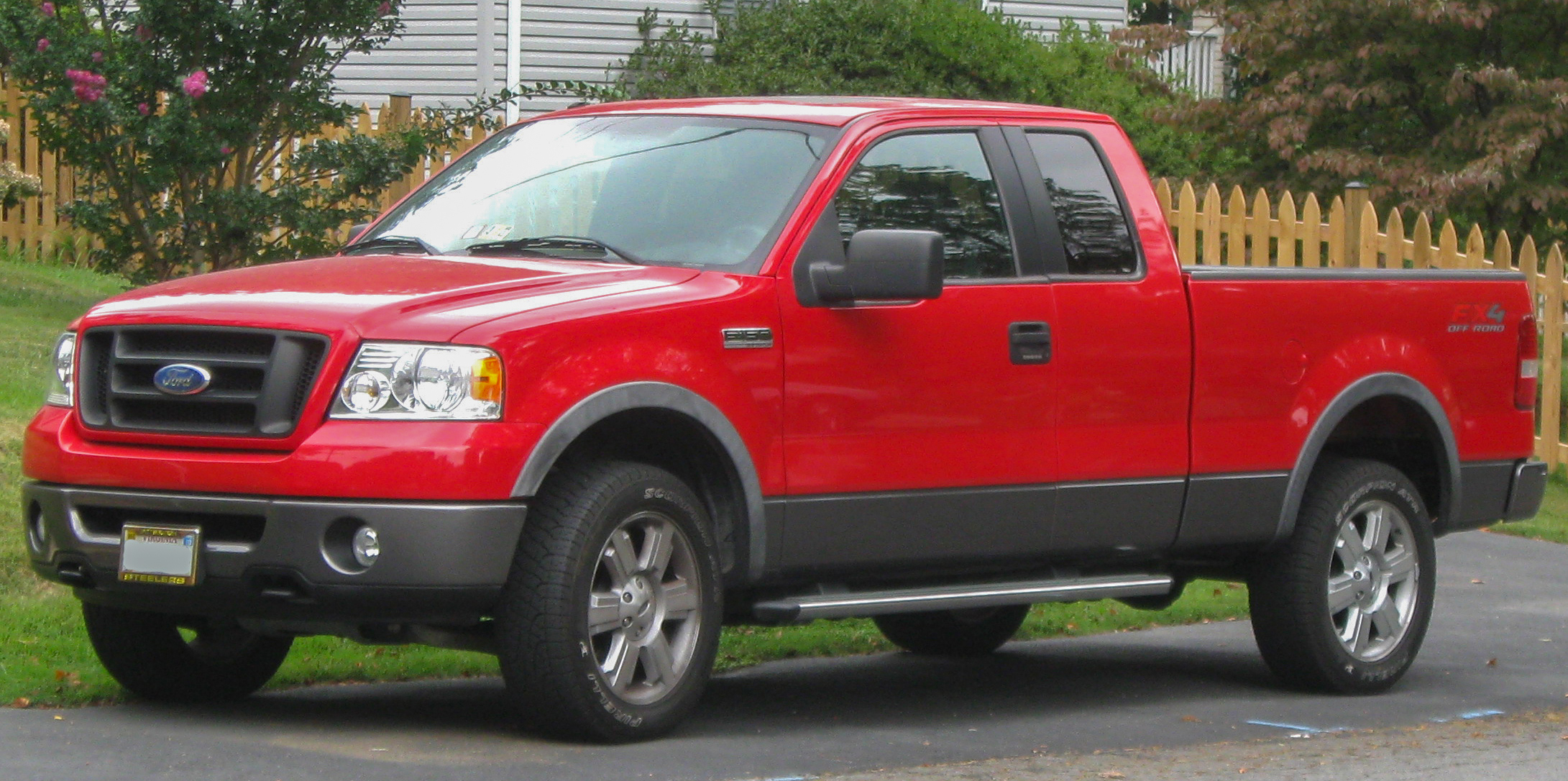
Ford F150, 2005

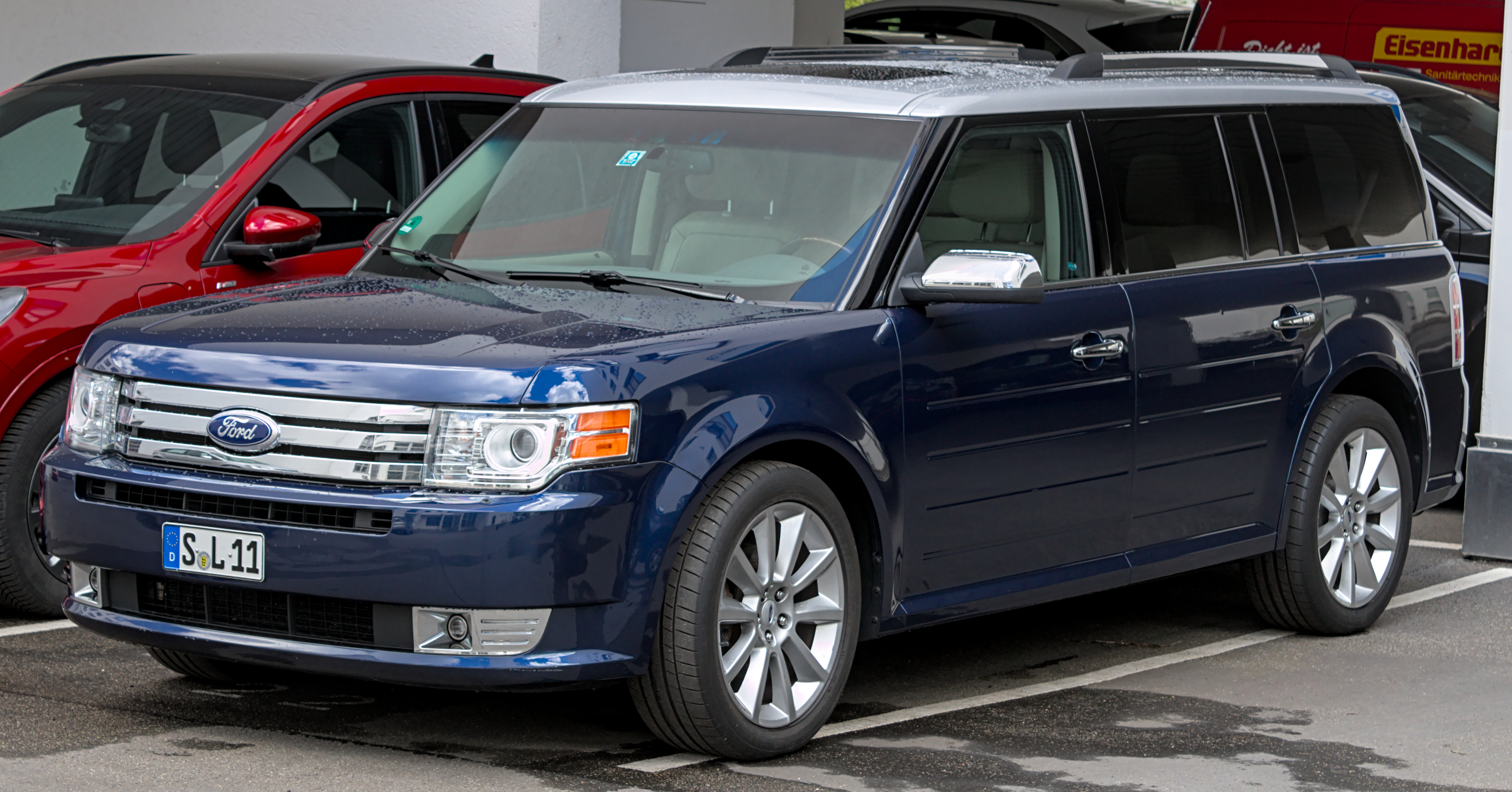
Ford Flex, 2008

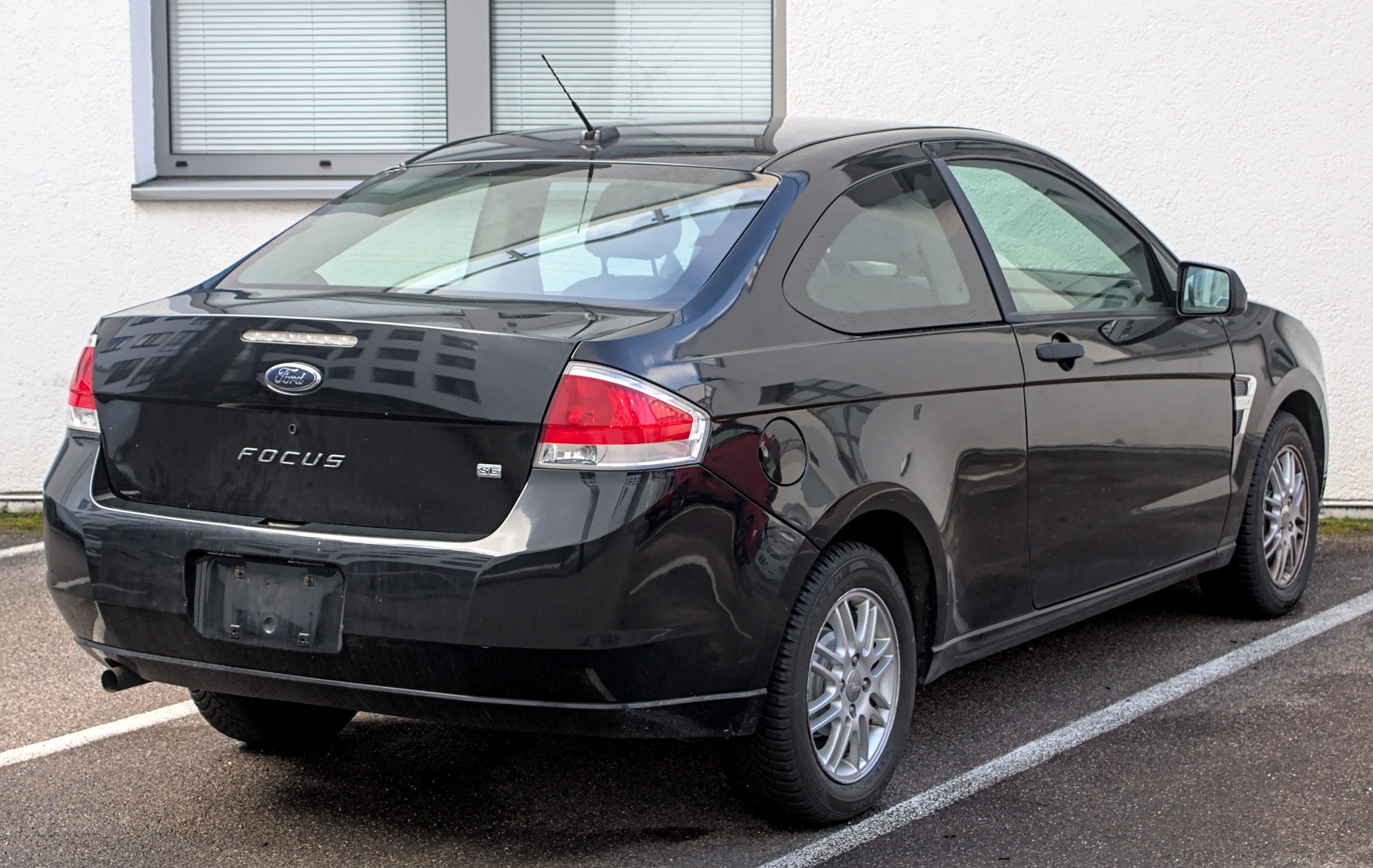
Ford Focus, 2009

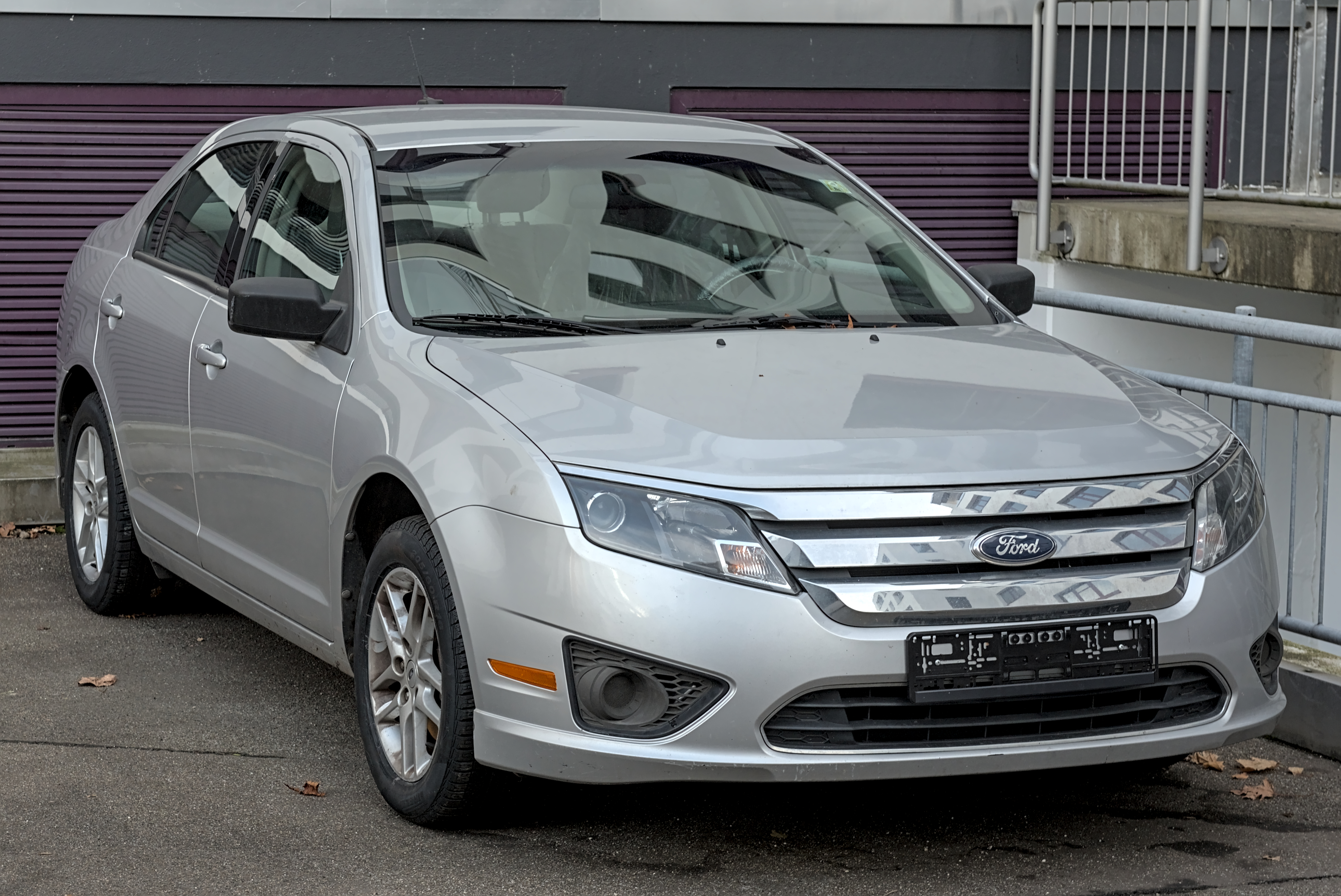
Ford Fusion, 2011

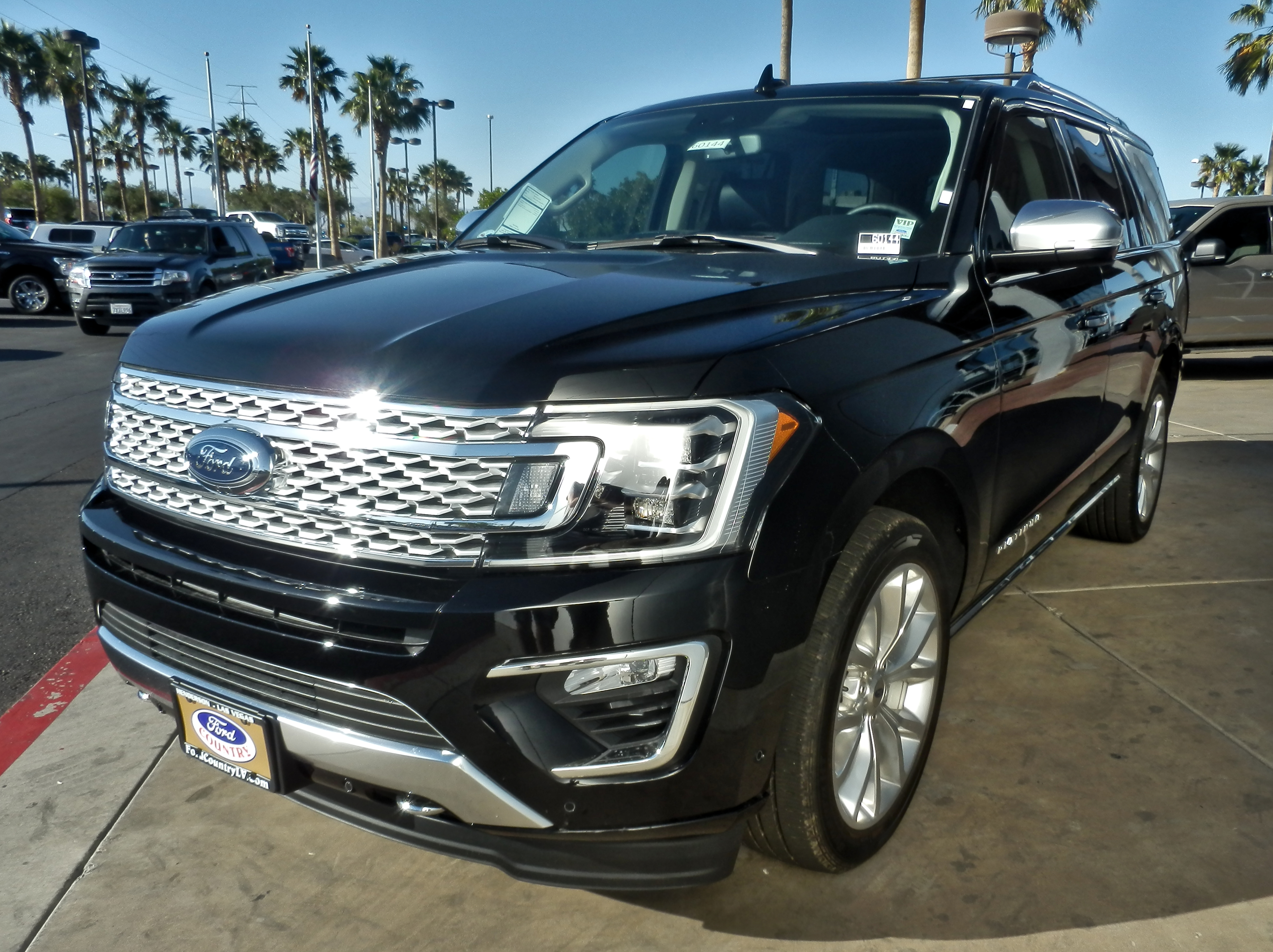
Ford Expedition, 2018

#### Vereinigte Staaten, Kanada
- Ford M 1918 (1918)
- Modell 18 (1932)
- Modell 40 (1933–1934)
- Modell 48 (1935)
- Modell 68 (1936)
- Modell 78 (1937)
- 300 (1963)
- Modell A und Modell A (1903, 1928–1931)
- Modell AC (1904)
- Modell B und Modell B (1904–1905, 1932)
- Modell C (1904–1905, 1933–1934)
- Modell F (1905–1906)
- Modell K (1906–1908)
- Modell N (1906–1908)
- Modell R (1907–1908)
- Modell S (1907–1908)
- Modell T Tin Lizzy („Blechliesel“) (1909–1927)
- Modell TT (LKW-Fahrgestell) (1917–1927)
- Aspire (1994–1998)
- Bronco (1966–1996, seit 2021)
- Bronco Sport (seit 2020)
- Courier (1972–1982)
- Contour (1994–2000)
- Crestline (1952–1954)
- Crown Victoria (1992–2011)
- Custom (1949, 1957, 1964–1972)
- Custom 300 (1957–1959)
- Custom 500 (1964–1969, 1976–1978)
- Custom Deluxe (1950–1951)
- Customline (1952–1956)
- Deluxe (1941–1942, 1946–1948, 1950–1951)
- E-Serie (seit 1961)
- Econoline (seit 1961)
- Edge (2007–2024)
- Elite (1976)
- Escape (seit 2000)
- Escort (1981–2002)
- Excursion (2000–2006)
- EXP (1981–1988)
- Expedition (seit 1997)
- Explorer (seit 1990)
- F-100 (seit 1948)
- F-150 (seit 1948)
- F-250/350 (seit 1948)
- F-450/550 (verlängerte F-350) (seit 1948)
- F-650 (Truck)
- Fairlane (1955–1970)
- Fairlane 500 (1957–1970)
- Fairlane 500 XL (1967)
- Fairlane Torino (1968–1969)
- Fairlane Torino GT/Cobra (1968–1969)
- Fairmont (1978–1981)
- Fairmont Futura (1982–1983)
- Falcon (1959–1970)
- Falcon Futura (1963–1965)
- Festiva (1986–2000)
- Fiesta (2010–2019)
- Focus (2000–2018)
- Five Hundred (2004–2007)
- Freestar (2004–2007)
- Freestyle (seit 2008 Taurus X)
- Fusion (2005–2020)
- Futura (1966–1969)
- Galaxie (1959–1963)
- Galaxie 500 (1962–1974)
- Galaxie 500 7 litre (1966)
- Galaxie 500 XL (1962–1969)
- Galaxie 500 LTD (1965)
- Granada (1975–1982)
- Gran Torino (1972–1976)
- GT 40 (1965–1968)
- GT 70 (1970)
- GT 90 (Prototyp, 1995)
- GT X1 (Roadster des GT40) (1965–1968)
- GT (2004–2006)
- LCF (Low Cab Forward, ein kleiner LKW mit niedriger Ladefläche, speziell konzipiert für den Einsatz in städtischen Gebieten)
- LTD (1967–1986)
- LTD II (1977–1979)
- LTD Crown Victoria (1983–1991)
- Mainline (1952–1956)
- Maverick (1970–1977)
- Maverick (seit 2021)
- Mustang (seit 1964)
- Pinto (1970–1980)
- Probe (1989–1997)
- Ranchero (1957–1979)
- Ranger (seit 1982)
- Ford-Serie (1949)
- Special (1941–1942)
- Standard (1938–1940)
- Station Wagon (1957–1968)
- Super Deluxe (1941–1942, 1946–1948)
- Taurus (1986–2019)
- Tempo (1983–1994)
- Thunderbird (1955–1997, 2002–2005)
- Torino (1968–1976)
- Torino 500 (1971)
- Torino Brougham (1970–1971)
- Torino GT/Cobra (1970–1971)
- XL (1970)

#### Australien

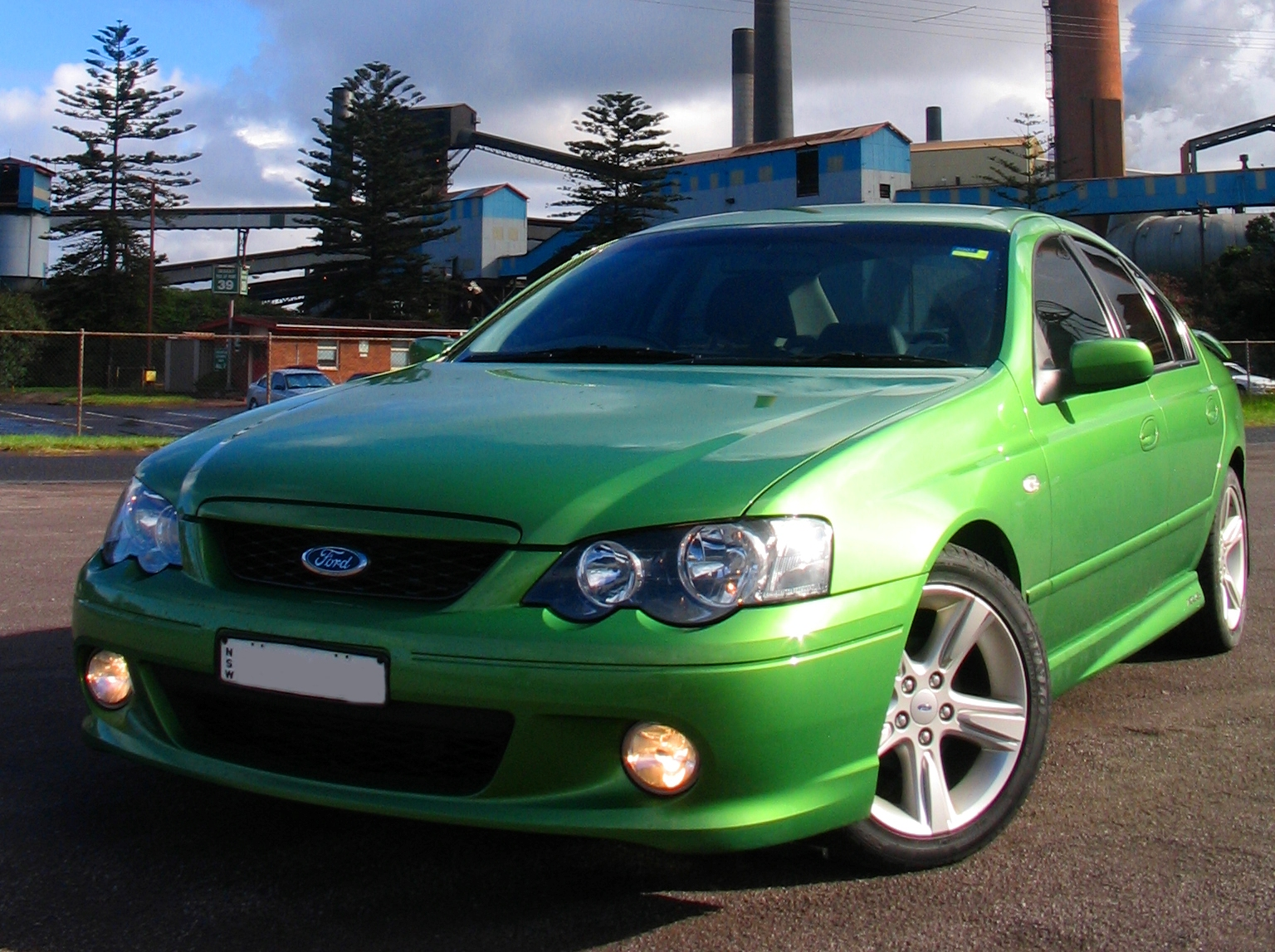
Ford Falcon XR6, 2005

- Falcon
- Falcon Ute
- Territory
- Fairlane
- FPV GT
- FPV GT-P
- FPV Pursuit
- FPV Superpursuit
- FPV F6
- FPV F6 Tornado

#### Brasilien

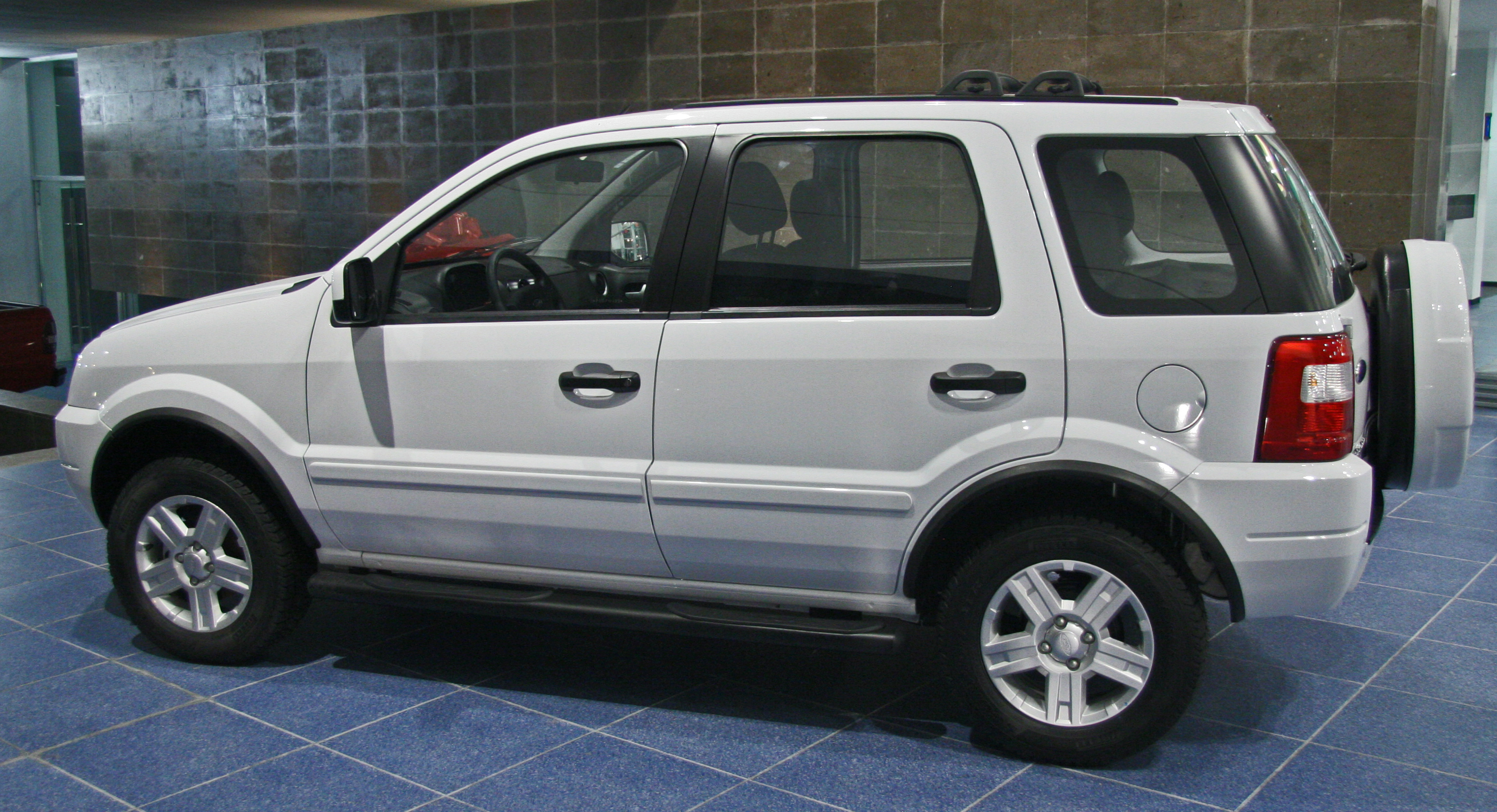
Ford EcoSport, 2007

- Corcel
- Versailles
- EcoSport
- F-250
- Fiesta Sedan
- Fiesta Street
- Ka

#### Indien, Südafrika
- Fiesta
- Ikon
- Figo
- Endeavour (New Everest in Südafrika)

## Nutzfahrzeuge der Marke Ford

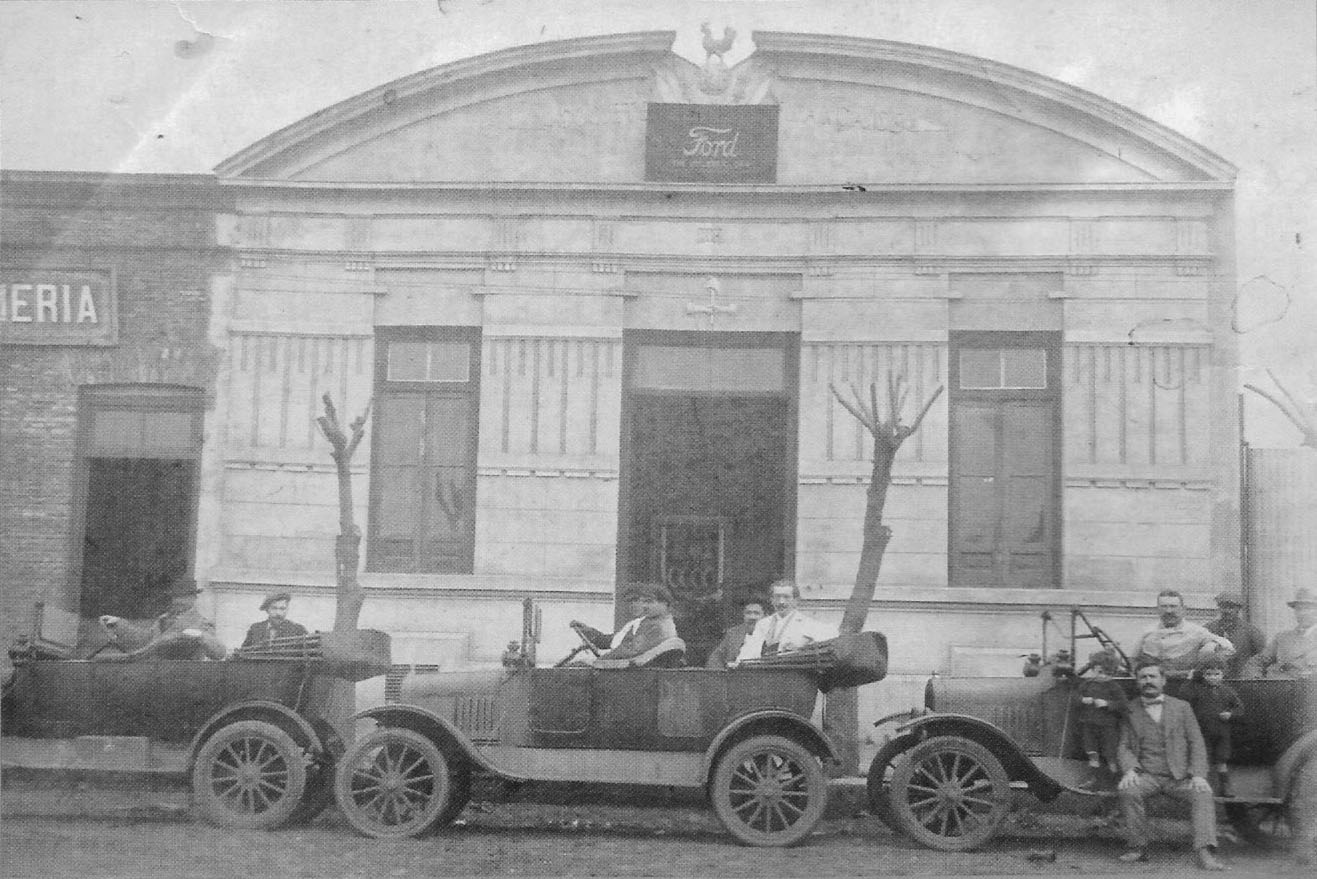
Ein Ford-Händler in Los Toldos, Buenos Aires

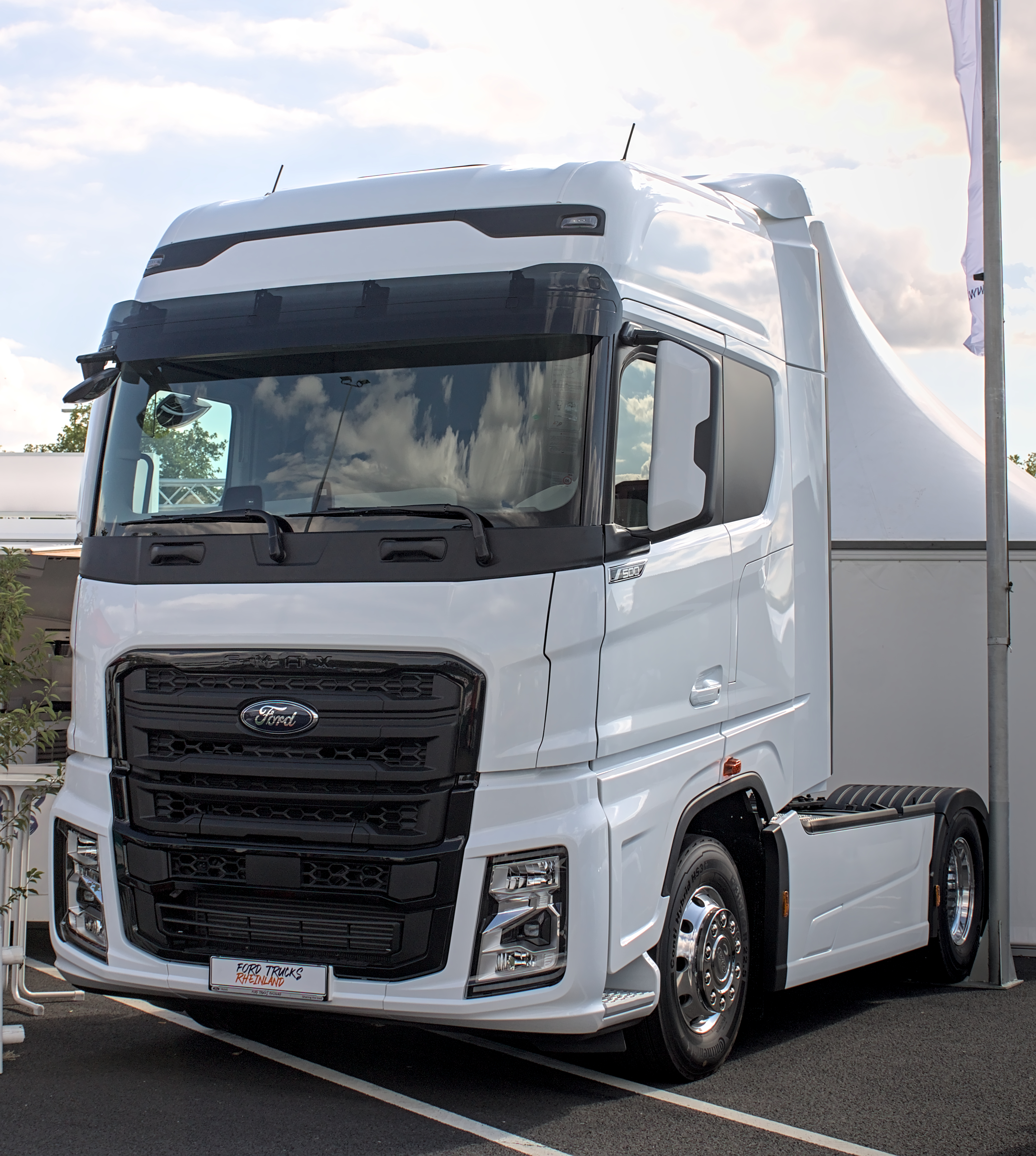
Ford F-Max

Ford stellte seit 1908 auch Nutzfahrzeuge her, die zunächst aus dem Ford T-Modell abgeleitet waren und sich bald eigenständig weiterentwickelten. Ford-Nutzfahrzeuge wurden neben den Vereinigten Staaten beispielsweise in Argentinien, Australien, Brasilien, Deutschland, Frankreich, dem Vereinigten Königreich, Indien, Kanada, den Niederlanden, den Philippinen, Spanien sowie der Türkei produziert, vertrieben oder in Lizenz hergestellt, darunter in Kanada auch unter der Marke Mercury, im Vereinigten Königreich als Ford, von 1933 bis 1939 als Fordson, von 1939 bis 1957 als Fordson Thames (für Pkw-basierte Transporter auch Ford Thames), von 1957 bis 1965 als Thames und danach wieder als Ford sowie in Spanien in Lizenz unter der Marke Ebro.
Die meisten dieser Produktions- und Vertriebszweige sind mittlerweile erloschen. Die US-Aktivitäten oberhalb der Leichtlastwagen wurden 1997 an die Daimler-Tochter Freightliner verkauft, die sie unter dem Markennamen Sterling Trucks weiterführt. In Deutschland wurde die LKW-Fertigung oberhalb des Kleintransporters Transit 1961 aufgegeben, erlebte seit 1973 eine Wiederbelebung und endete Ende der 1980er-Jahre erneut, als die noch vorhandenen Fertigungsstätten an Iveco verkauft wurden. Im Jahr 2019 erfolgte die Einstellung seines Lkw-Geschäfts in Südamerika.
Ford ist in Europa seit 1953 mit dem Kleintransporter Ford Transit erfolgreich im Markt vertreten, der gegenwärtig in der sechsten Generation gefertigt wird. Im Bereich der schweren LKW ist Ford in Europa mit dem F-MAX vertreten.

## Baumaschinen der Marke Ford
Neben Pkw und Nutzfahrzeugen fertigte Ford zeitweise auch Baumaschinen. Angeboten wurden sowohl Hydraulikbagger mit Raupen- und Radfahrwerk als auch Baggerlader und Radlader. So baute Ford beispielsweise zwischen 1967 und 1974 im dänischen Werk Baggerlader vom Typ 4400 und 4500.

## Sonstiges
- 1932 bis 1934 machte das Gangster-Paar Bonnie Parker und Clyde Barrow große Teile der USA unsicher. Bevorzugtes Fluchtfahrzeug war eine Ford-V8-Limousine. In einem Brief an Henry Ford soll Clyde die Qualität der Ford-Fahrzeuge gerühmt haben. Die Echtheit des Briefes ist zweifelhaft, aber Ford nutzte auf jeden Fall die Popularität der Gangster für eine Werbekampagne.[38]
- Im Jahr 1938 verschwand das seit 1933 verwendete Ford-Oval mit dem Zusatz „Deutsches Erzeugnis“ bei der deutschen Ford-Tochter wieder. Stattdessen firmierte sie ab 1939 als „Ford Werke AG, Köln“ und nutzte als neues Markenzeichen einen Ford-Schriftzug, der in einem wappenähnlichen Motiv den Kölner Dom und die Produktionsanlagen zeigte. Erst 1962 kehrte das Ford-Oval mit Einführung der beiden Taunus-Modelle 17M P3 und 12M P4 in Deutschland zurück.[39]
- Am 20. Oktober 1977 zerstörte ein Großbrand etwa 75 Prozent des zentralen Ford-Ersatzteillagers in Köln-Merkenich und verursachte Schäden von über 300 Millionen Mark. Mit Hilfe der übrigen europäischen Ford-Ersatzteilzentren und des erhalten gebliebenen Rechenzentrums konnten die Teilelieferungen bereits zwei Tage nach dem Brand wieder aufgenommen werden;[40] allerdings sind viele Teile für ältere PKW-Modellreihen seitdem nicht mehr lieferbar.
- Ford rangierte 2010 auf Platz 8 des Toxic 100 Index. Mittlerweile ist das Unternehmen jedoch nicht mehr in den Top 100 zu finden (Stand: 2020).[41]
- Im Dezember 2018 wurden die ehemaligen Fordmanager Pedro Müller und Héctor Francisco Sibilla von einem argentinischen Gericht zu langjährigen Haftstrafen verurteilt, da sie in den 1970er-Jahren bei der Entführung und Folterung von Gewerkschaftern mit dem argentinischen Militärregime kollaboriert haben sollen.[42]
- 2020 rief Ford im US-Raum 2,15 Mio. Fahrzeuge zurück. Grund dafür war eine defekte Türverriegelung, wodurch sich die Tür bei der Fahrt öffnen konnte. Ford war bis dahin noch kein Unfall aufgrund dieses Defekts bekannt, dennoch entschloss sich der Konzern, die Fahrzeuge nachzurüsten.[43]

## In der Belletristik
- Louis-Ferdinand Céline: Voyage au bout de la nuit, frz. 1932, dt. Adaption (mangelhaft) 1933, dt. Neu-Übersetzung Schmidt-Henkel, erstmals 2005 (den Anti-Helden verschlägt es zwischenzeitlich nach Amerika, wo er bei Ford am Fließband arbeitet)
- Upton Sinclair: The Flivver King USA 1937. Zahlreiche Übersetzungen ins Deutsche mit variierenden Titeln; zuletzt Area-Verlag, Erftstadt 2004 (als Doppelband mit Dschungel)[44]